# Břeclav
Břeclav (do roku 1925 a v místním nářečí Břeclava, německy Lundenburg) je město ve stejnojmenném okrese v Jihomoravském kraji na řece Dyji, asi 50 km jihovýchodně od Brna, na hranici s Rakouskem a poblíž hranice se Slovenskem. Žije zde přibližně 25 tisíc obyvatel (třetí až čtvrté největší město v kraji, spolu s Hodonínem). Břeclav je důležitým hraničním přechodem a železniční křižovatkou mezinárodního významu.

## Geografie

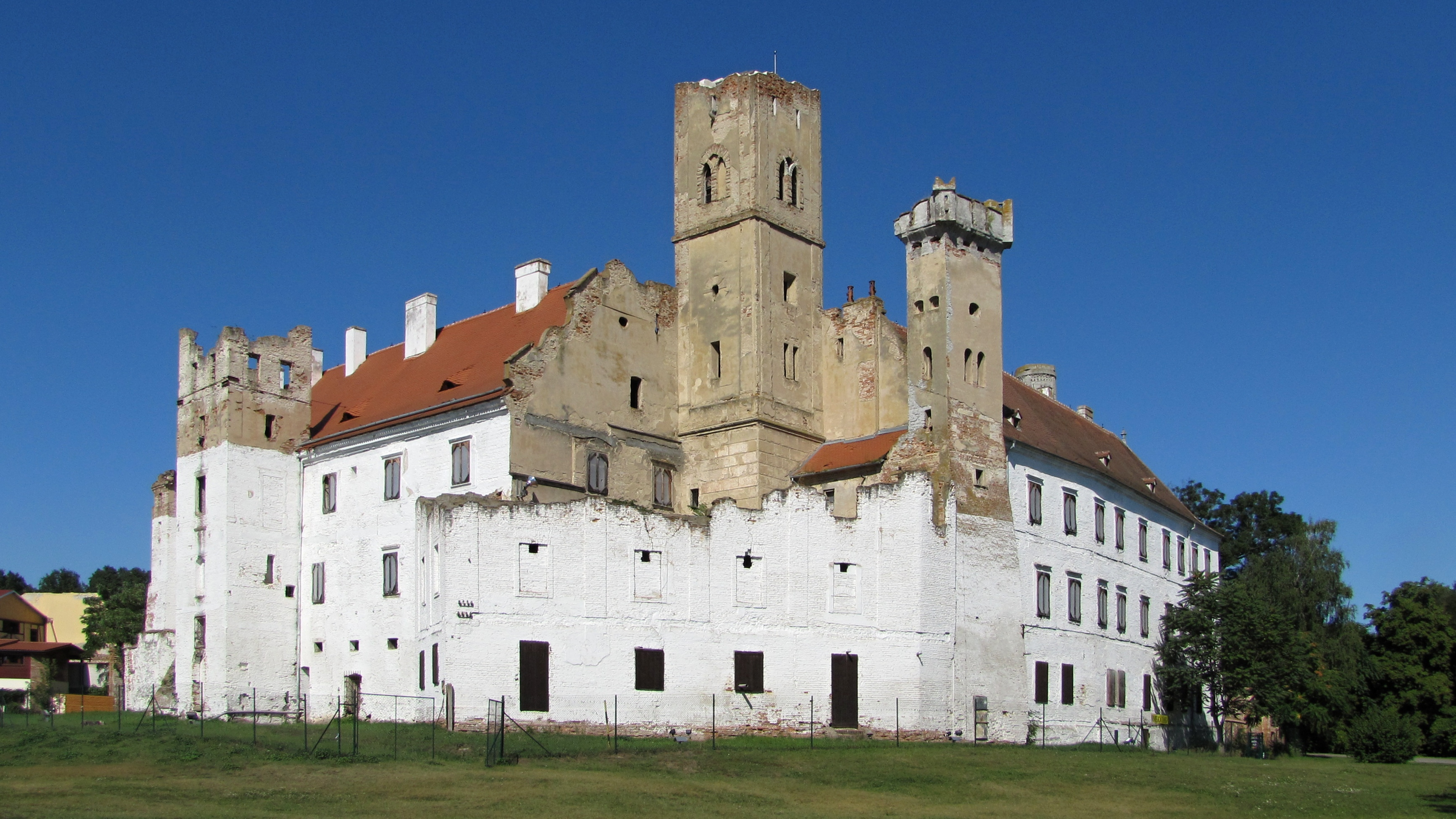
Břeclavský zámek

Břeclav se nachází na řece Dyji v oblasti soutoku se Včelínkem, v Dolnomoravském úvalu, v rovině o nadmořské výšce okolo 160 metrů. Směrem na západ terén mírně stoupá (Valtická pahorkatina), nejvýše v jihozápadním cípu katastru (212 m). Nejnižší místo je na výtoku Dyje na jižním okraji, asi 150 m n. m. Značnou část území města pokrývá les, ve střední části lužní, na západě smíšený (Boří les).
Na sever území zasahuje přírodní park Niva Dyje, na jihovýchod obora Soutok. Na území se nachází přírodní rezervace Františkův rybník a částečně NPR Lednické rybníky. Sousedními obcemi sídla jsou Kostice, Hrušky, Hlohovec, Ladná, Moravský Žižkov, Lanžhot, Lednice, Tvrdonice, Valtice a Bernhardsthal.

## Název
Nejstarší písemné doklady z 11. a 12. století zachycují české jméno v podobě Bratislav, později Bracislav (obě mužského rodu). Tvar Bratislav (s měkkým koncovým -v) byl odvozen od osobního jména Bratislav, které vzniklo pravidelným hláskovým vývojem z (pozdně)praslovanského Brętislavъ (jehož první částí byl slovesný kořen s významem "vydávat zvuk"). Dalším pravidelným hláskovým vývojem se místní jméno změnilo do podoby Břěcislav, který zachycují písemné prameny ze 13. století (v osobním jméně naopak došlo k vývoji Břěcislav > Břětislav > Břetislav). Tvar Břeclav (se změnou jmenného rodu) se z něj vyvinul synkopou (ztrátou samohlásky) prostřední slabiky. Jméno (s významem "Břetislavův") zprvu náleželo hradu, který v místě dnešního zámku založil kníže Břetislav I.
V 19. století se do písemných záznamů dostal i hovorový, zpětně konstruovaný tvar Břeclava (zapisováno i Bředslava), který se v místním nářečí stále vyskytuje. Ještě v polovině 20. století se i oficiálně používal genitiv Břeclavě („do Břeclavě“ apod.), později došlo k přiklonění ke vzoru kost („do Břeclavi“).
K roku 1056 je název hradu zaznamenán v germanizované podobě Lauentenburch, což původně bylo složené slovansko-německé jméno Lovętenburch. V jeho první části asi bylo osobní jméno Lovęta (v pozdějším tvaru Lovata) a jméno tedy znamenalo „Lovatův hrad“; souvislost jména s údajným slovanským kmenem Lověticů je pochybná. Toto jméno bylo ve středověku zaznamenáno ještě několikrát od konce 13. do první čtvrtiny 15. století (ve variantách Lontenburch, Luntenburg, Lumpenburg a podobně). Poté bylo oživeno na počátku Třicetileté války a v němčině se (v ustálené podobě Lundenburg) používalo až do 20. století, resp. dodnes. (V přilehlém rakouském pohraničí a ve Vídni jsou zachovány uliční názvy Lundenburger Gasse, Lundenburgerstraße apod. ve významu „Břeclavská“.)
Jako maďarský ekvivalent Břeclavi je někdy uváděn Leventevár, souvislost s některým Arpádovcem toho jména (Levente) ale není prokázána a jde nejspíš jen o umělou konstrukci na základě náhodné fonetické podoby se základem Lovęta.
Židovský název města v hebrejštině (či jidiš) zní לונדנברג („Lvndnvrg“). V polštině se český název někdy přepisuje jako Brzecław.

## Historie

### Do raného novověku
Z několika lokalit v katastru dnešní Břeclavi osídlených už v pravěku je nejvýznamnější Pohansko (v lesích jihovýchodně od města), které bylo také důležitým velkomoravským hradiskem. V průběhu 10. století bylo opuštěno.
Pravděpodobně v 1. polovině 11. století založil kníže Břetislav I. na vyvýšenině uprostřed dyjské nivy pohraniční hrad pojmenovaný po něm (odtud se zkomolením vyvinulo jméno Břeclav), který byl poté po nějaký čas jedním ze správních center Moravy.
Ve 13. století, kdy hrad získala královna Konstancie, byla přistavěna mohutná kamenná věž. Po roce 1426 zde sídlila husitská posádka. Ve válkách 15. století bylo zničeno nedaleké stejnojmenné městečko, jehož obyvatelé se stáhli do bezprostřední blízkosti hradu, kde založili na říčním ostrově městečko nové, nazvané Nová Břeclav (dnes jádro města kolem hlavního náměstí) – původní lokalita nese od té doby označení Stará Břeclav.
V 1. polovině 16. století získali hrad i Novou a Starou Břeclav Žerotínové; hrad přestavěli na renesanční zámek. Jeden ze členů rodu, Ladislav Velen ze Žerotína (1579–1638) se zúčastnil stavovského povstání po roce 1618, za což mu bylo břeclavské panství konfiskováno. Roku 1638 jej získali Lichtenštejnové, vlastníci sousedních Valtic a Lednice. Za válek s Osmanskou říší a následující třicetileté války byly Stará i Nová Břeclav téměř zničeny.
V rámci rozsáhlých stavebních a krajinářských úprav lichtenštejnského panství, které daly vzniknout tzv. Lednicko-valtickému areálu, byl břeclavský zámek, který nebyl sídelním, počátkem 19. století přestavěn v romantickém stylu na umělou zříceninu.

### Moderní doba

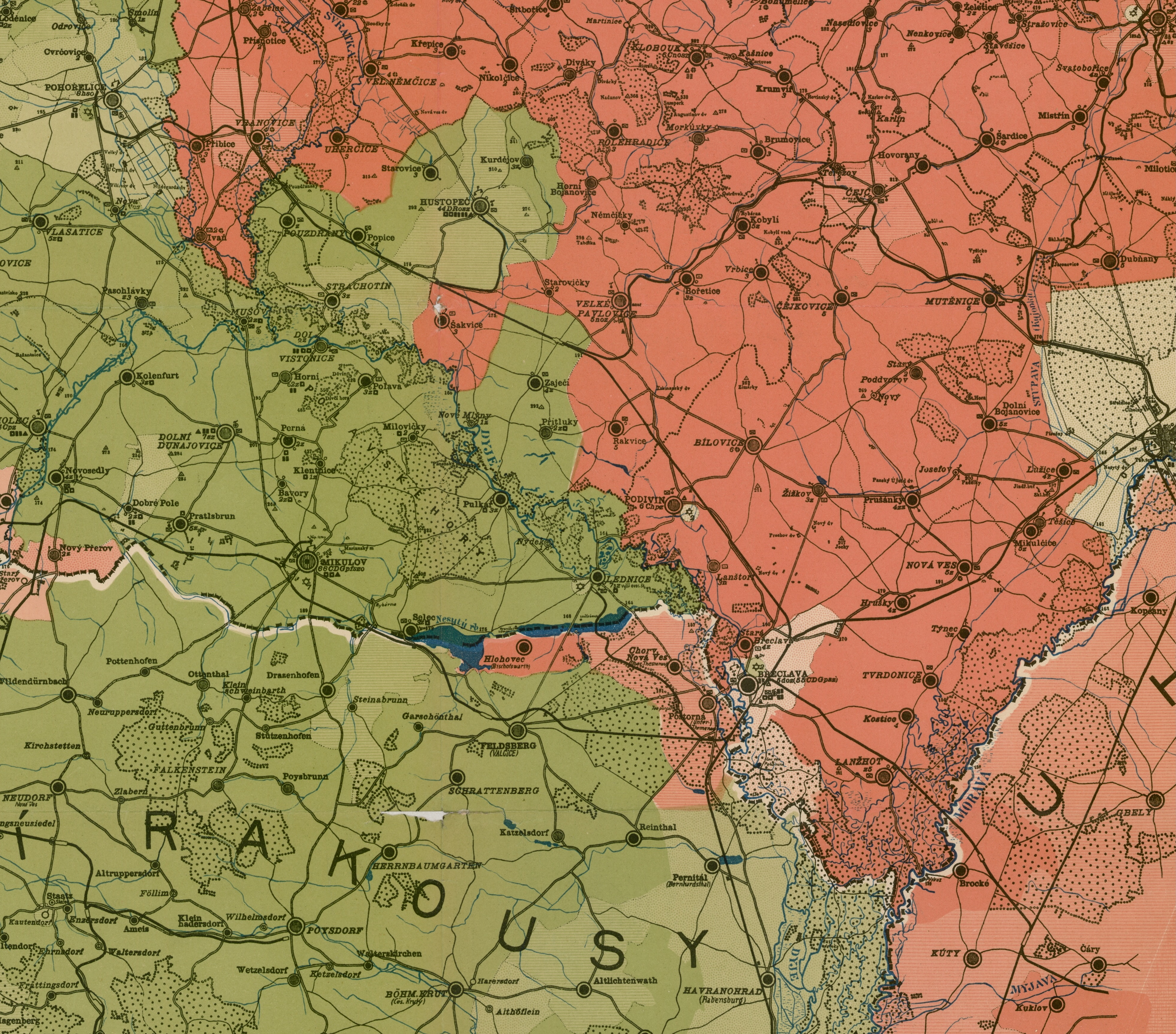
Jazyková mapa z roku 1906 ukazuje, že Břeclav byla už za Rakouska-Uherska převážně česky mluvící (červená barva). Židovské obyvatelstvo mluvilo převážně německy (zelená barva). Zároveň je vidět, že Poštorná a Charvátská Nová Ves patřily historicky k Dolnímu Rakousku.

Mezníkem v rozvoji Břeclavi (viz též níže vývoj počtu obyvatel) bylo zavedení železnice (konkrétně Severní dráhy císaře Ferdinanda) – první parní vlak sem přijel 6. června 1839 jako na vůbec první místo v českých zemích – a následný vznik prvního železničního uzlu v celé habsburské říši (1841, rozvětvení trati z Vídně na Brno a Přerov). Tím byla nastartována industrializace – postupně vznikl cukrovar (založen bratry Kuffnerovými, po jistou dobu největší v monarchii), pila, v blízké Poštorné cihelna a chemická továrna. Nádraží se zázemím bylo dále rozšiřováno a z uzlu byly budovány další tratě: 1872 na Mikulov a Znojmo, 1900 na Kúty a Bratislavu, 1901 do Lednice). Roku 1850 se Břeclav stala sídlem soudního okresu a v září 1872 byla povýšena na město. V letech 1873 až 1899 vedl město jako starosta Hermann Kuffner, spolumajitel cukrovaru a významná osobnost města. Postupně vzrůstaly nacionálně laděné česko-německé spory (ve městě byla ovšem českojazyčná většina), projevující se zejména ve školství a posléze v boji o radnici po 28. říjnu 1918.
Připojením rakouského Valticka (1920) se staly součástí Československa také dolnorakouské obce Poštorná (její součástí byla i menší západní část moderního katastrálního území Břeclav s areálem dnešní břeclavské nemocnice) a Charvátská Nová Ves – zemská, resp. státní hranice se tak o několik kilometrů vzdálila z bezprostřední blízkosti centra města. Dosud samostatné obce Stará Břeclav a Břeclav-židovská obec byly sloučeny s Břeclaví.
Trať z Břeclavi do Kútů se po vzniku Československa stala jednou z klíčových železničních spojnic ve státě, byla zdvojkolejněna a roku 1929 přeložena ze severního na jižní břeclavské zhlaví, čímž byla umožněna přímá vozba vlaků v trase Brno–Kúty–Bratislava/Trnava.
Podle mnichovské dohody bylo město – národnostně velkou většinou české, ovšem strategicky cenné – roku 1938 připojeno k Německu. V listopadu 1944 provedli Spojenci nálet na břeclavské nádraží, ale bombardování postihlo spíše centrum města včetně kostela na náměstí, který byl zničen.

### Poválečná doba

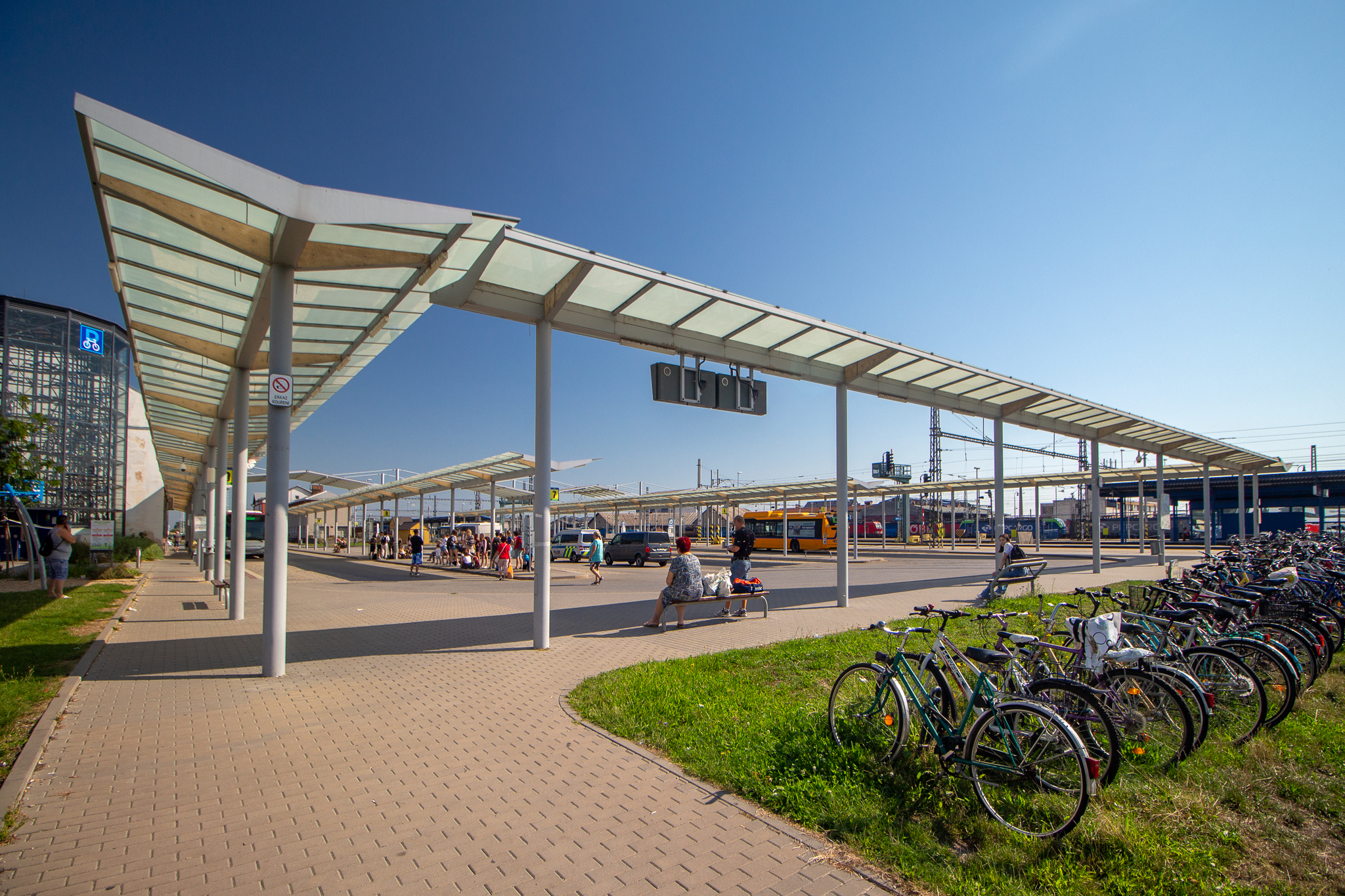
Autobusové nádraží

Po druhé světové válce se břeclavská aglomerace stala střediskem zejména chemického průmyslu – kromě stávající poštorenské chemičky Schramm (po znárodnění Fosfa) vznikla z cukerné rafinerie u nádraží gumárna Gumotex (po několik dekád součást koncernu Fatra Napajedla). Dalšími významnými podniky byly cukrovar, strojírna Transporta (pův. Gallus), Poštorenské keramické závody (PKZ, pův. lichtenštejnská cihelna) nebo Jihomoravské dřevařské závody (pův. lichtenštejnská pila). Ve zdevastovaném areálu německé válečné muniční továrny v Bořím lese u Poštorné se později usídlily Moravské naftové doly.
V rámci správní reformy v roce 1949 se Břeclav stala sídlem politického okresu (do té doby byla pouze sídlem soudního okresu a jinak spadala pod Hodonín). Další povýšení jejího významu přišlo se správní reformou v roce 1960, kdy se Břeclav stala sídlem „velkého“ okresu, do nějž byly začleněny nejen kdysi mnohem významnější Mikulov a Hustopeče, ale i relativně vzdálené Pohořelice.
V letech 1974 a 1976 byly připojeny sousední obce Poštorná, Charvátská Nová Ves a Ladná, což přispělo ke skokovému nárůstu počtu obyvatel. Během 70. a 80. let byl dosud maloměstský až vesnický střed města z velké části zbourán a přestavěn v dobovém duchu (panelová sídliště). Roku 1980 byla kolem Břeclavi otevřena dálnice D2, čímž byla z města odvedena tranzitní doprava na trase Brno–Bratislava. Na západním okraji města vyrostlo v 80. letech další velké sídliště Na Valtické (původním jménem Lidových milicí) a počet obyvatel města přesáhl 26 tisíc.
Po revoluci roku 1989 začala transformace na tržní ekonomiku, která přinesla mnoha břeclavským podnikům vážné potíže, některé zkrachovaly (pivovar, cukrovar), jiné výrazně omezily výrobu (keramička). Negativní dopad mělo i rozdělení Československa roku 1992/3. Oproti jiným podobně postiženým městům však Břeclav mohla pro další rozvoj těžit alespoň z dopravně výhodné polohy na uzlu železničních koridorů a u dálnice. Zdejšímu podnikání a turistickému ruchu prospělo též otevření hraničního přechodu do Rakouska (Poštorná/Reintal).
Významným zaměstnavatelem zůstaly chemičky Gumotex a Fosfa, z nově vzniklých podniků např. tiskárna Moraviapress, strojírenský závod Otis nebo výrobce sanitární techniky Alcadrain (původně Alcaplast). V části areálu bývalého cukrovaru otevřela provoz potravinářská firma Racio. Roku 2013 obnovil činnost Zámecký pivovar Břeclav a o rok později vznikl první břeclavský minipivovar Frankies.
Roku 1995 se Břeclav po 50 letech provizoria znovu dočkala děkanského kostela, když byl postaven nový moderní kostel sv. Václava na náměstí, od té doby jeden z architektonických symbolů města.
Během 90. let byla vybudována a otevřena nová nemocnice Břeclav (vedle stávající polikliniky), která nahradila dosavadní okresní nemocnici a porodnici ve Valticích.
Roku 2006 se znovu osamostatnila odlehlá místní část Ladná, čímž Břeclav ztratila asi 1200 obyvatel.
V letech 2008 - 2009 došlo k modernizaci kolejiště břeclavského vlakového nádraží, včetně zřízení nového, 4. nástupiště a modernizace dosavadních nástupišť. Roku 2014 bylo otevřeno nové autobusové nádraží v bezprostředním sousedství vlakového (přesun o 200 metrů na jih). V lednu 2020 pak byla dokončena i celková rekonstrukce výpravní budovy vlakového nádraží, při níž byla mj. nádražní budova architektonicky upravena do historizující podoby reflektující její tradici první železniční stanice na Moravě.

## Obyvatelstvo

### Počet obyvatel
| rok            | 1763  | 1787  | 1834  | 1869  | 1880  | 1890  | 1900  | 1910   | 1921   | 1930   | 1950   | 1961   | 1970   | 1980   | 1991   | 2001   | 2011   | 2021   |
| -------------- | ----- | ----- | ----- | ----- | ----- | ----- | ----- | ------ | ------ | ------ | ------ | ------ | ------ | ------ | ------ | ------ | ------ | ------ |
| počet obyvatel | 1 587 | 2 063 | 2 952 | 4 597 | 6 954 | 8 203 | 9 126 | 11 380 | 12 500 | 13 689 | 11 010 | 11 832 | 13 367 | 22 671 | 24 979 | 25 485 | 24 737 | 24 318 |
| počet domů     | -     | -     | -     | 548   | 632   | 764   | 964   | 1 294  | 1 469  | 1 983  | 2 052  | 2 096  | 2 147  | 3 503  | 3 924  | 4 092  | 4 443  | 4 639  |

Údaje do roku 1919 zachycují souhrnný počet obyvatel samostatných obcí Břeclav, Břeclav-židovská obec a Stará Břeclav, které byly posléze sjednoceny. Razantní nárůst populace ve 2. polovině 19. století dokládá klíčový význam železnice a navazující industrializace pro vývoj města.
V průběhu druhé světové války a krátce po ní přišla Břeclav o obyvatelstvo židovského náboženství (4,3 % v roce 1930) a německé národnosti (11,6 % v témže roce). V souvislosti s druhou světovou válkou zažilo město masivní přesuny obyvatelstva. Zejména ve dnech 8.–9. října 1938 Břeclav opustili příslušníci československých ozbrojených a bezpečnostních sborů, pracovníci státních úřadů a zejména vlastenecky vystupující osoby. Následovali živnostníci a inteligence, které německý režim terorizoval. V době osvobození město masivně opustili obyvatelé německé národnosti ze strachu před pomstou českého obyvatelstva. Po roce 1945 došlo k novému osídlení, protože z původního obyvatelstva zůstal pouze malý zlomek.
V 70. letech 20. století byly připojeny sousední obce Poštorná, Charvátská Nová Ves a Ladná (ta se roku 2006 opět oddělila).

### Struktura populace

Věková struktura obyvatel roku 2011
Rodinný stav obyvatel roku 2011
Vzdělání obyvatel roku 2011

## Správa a politika

### Členění města

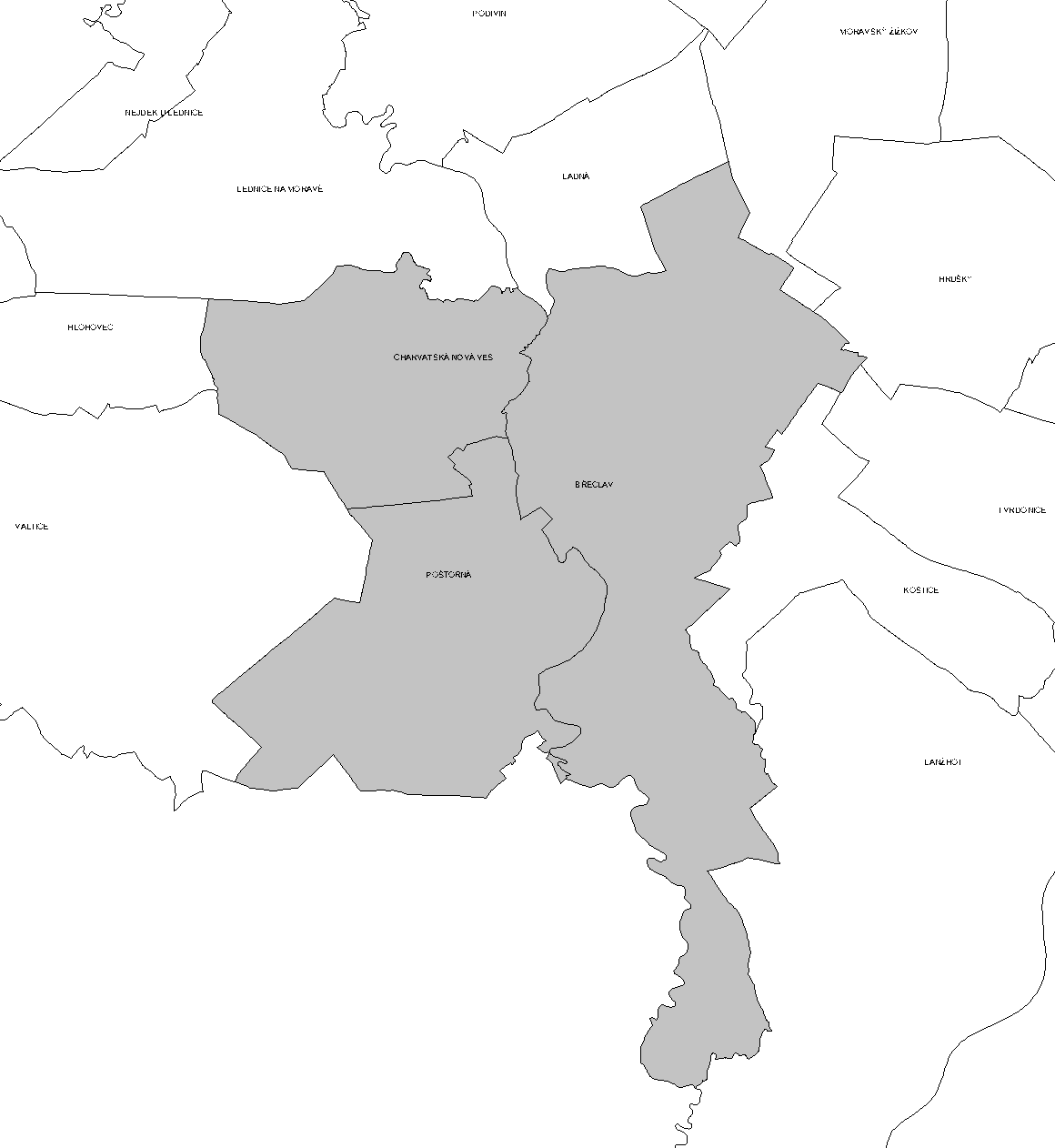
Členění Břeclavi

Břeclav se skládá ze tří katastrálních území a jim odpovídajících místních částí:
- Břeclav (východní polovina města, asi 14 500 obyvatel)
- Charvátská Nová Ves (severozápad, asi 5 000 obyvatel, většina na sídlišti Na Valtické)
- Poštorná (jihozápad, asi 5 500 obyvatel)

Jako místní část se v terénu označuje ještě Stará Břeclav, která je ale sloučena s katastrálním územím Břeclav. Město se dále člení na 29 základních sídelních jednotek, z nichž však v běžném povědomí a užívání je jen několik (např. Dubič, Díly).
Od 1. srpna 1976 do 30. června 2006 k městu patřila i Ladná.

### Vedení města
Od roku 2014 vykonával funkci starosty Pavel Dominik z místního hnutí PROREGION, který ve volbách 2018 svůj post obhájil, ačkoliv jeho strana skončila až těsně druhá za hnutím Mladí a neklidní (s podporou Pirátů a STAN). Vzniklá široká koalice se však po několika měsících rozpadla a 30. ledna 2019 byl starostou zvolen Svatopluk Pěček (ANO). V nově zvolené devítičlenné radě města byli dále zastoupeni Mladí a neklidní, KDU-ČSL a hnutí Společně pro Břeclav. Ve volbách roku 2022 hnutí ANO zvítězilo a pokračuje v koalici s hnutím Mladí a neklidní, s nímž má v zastupitelstvu těsnou většinu.

#### Starostové města od roku 1990
- 1990–1994 Jan Stejskal (nez.)
- 1994–1998 Anna Procházková (ODS)
- 1998–2002 Miroslav Ondruš (nez.)
- 2002–2010 Dymo Piškula (PROREGION)
- 2010–2014 Oldřich Ryšavý (ČSSD)
- 2014–2019 Pavel Dominik (PROREGION)
- 2019–dosud Svatopluk Pěček (ANO)

### Správní území
Břeclav byla okresním městem, v současnosti je obcí s rozšířenou působností a pověřeným obecním úřadem. Okres Břeclav ale stále existuje a skládá se ze 63 obcí, správní obvod ORP Břeclav pak z 18 obcí.

## Věznice Břeclav
Věznice Břeclav, umístěná v centru města při okresním soudu, působí jako samostatný vězeňský objekt od 1. ledna 1997 a trvale se do ní umisťují pouze muži. Do roku 2005 byla věznicí vazební, výkon vazby zajišťovala pro Břeclavsko, Hodonínsko, Uherskohradišťsko a Zlínsko. Oddělení pro výkon trestu odnětí svobody sloužilo pro odsouzené zařazené v dozoru. K 1. lednu 2006 se v rámci reprofilace z vazební věznice stala věznice pro odsouzené muže zařazené do výkonu trestu odnětí svobody s dohledem a s ostrahou.

## Doprava

### Železnice
Břeclav je železničním uzlem evropského významu. Kříží se tu I. a II. železniční koridor (tratě Břeclav–Brno, Přerov–Břeclav, Břeclav–Kúty a Vídeň–Břeclav), po nichž je vedena dálková osobní i nákladní doprava ve směrech Brno – Praha – Berlín – Hamburk, Přerov – Ostrava – Polsko, Bratislava – Budapešť (– Bělehrad) a Vídeň – Štýrský Hradec / Villach.
Významná je i lokální osobní železniční doprava (vedle zmíněných tratí ještě trať Břeclav–Znojmo), od roku 2008 začleněná do Integrovaného dopravního systému Jihomoravského kraje (vlakové linky R13, S51, S8 a S9). Před rekonstrukcí železničního mostu přes Moravu v katastrálním území Lanžhota byly v provozu i vlaková linka S53 (Břeclav – Lanžhot – Brodské – Kúty). Na regionální trati Břeclav–Lednice funguje sezónní turistický provoz.
Kromě hlavního nádraží se na území Břeclavi nacházejí ještě železniční stanice Boří les a Poštorná, železniční zastávka Charvátská Nová Ves a na okraji katastru ještě nákladní nádraží Hrušky. Tyto stanice a zastávky jsou však vesměs odlehlé a nepříliš frekventované, případně úplně bez osobní dopravy.

### Silnice
Břeclav je také významnou silniční křižovatkou; kolem města vede dálnice D2 (Brno – Bratislava, E65), která se tu kříží na exitu 48 se silnicí I/55 (Olomouc – Hodonín – Břeclav – hraniční přechod Poštorná/Reintal do Rakouska). Na ní se v Poštorné napojuje silnice I/40 z Mikulova. Do exitu 48 je napojena i silnice II/425 od Hustopečí, která dále pokračuje z Břeclavi na Lanžhot. Územím města prochází i silnice III. třídy:
- III/00221 Břeclav – letiště – směr Ladná
- III/05528 k železniční stanici Hrušky
- III/05529 Poštorná – turistický hraniční přechod směr Bernardsthal (neudržovaná silnice sloužící hlavně jako cyklotrasa)
- III/41417 Poštorná – Charv. Nová Ves – směr Lednice
- III/4231 odbočka ze silnice II/425 na Moravský Žižkov

Současná dopravní situace v Břeclavi je problematická, především z důvodu existence jediné silniční komunikace pro dopravu mezi místními částmi i pro tranzit. Výstavbu jakéhokoli alternativního spojení ztěžuje náročný lužní terén v bezprostředním okolí zástavby, stavbu obchvatu navíc brzdily dlouholeté spory o vedení dálničního spojení Brna a Vídně. K únoru 2024 je naplánována výstavba obchvatu jižně okolo města v délce 8,82 km s celkem 19 mosty, která by měla proběhnout v letech 2025–2029.

### Městská hromadná doprava
V Břeclavi provozuje společnost Bors Břeclav a. s. 9 linek městské autobusové dopravy, od roku 2008 začleněných do IDS JMK (jako linky 561 až 569).

### Říční doprava
V první dekádě 21. století se v Břeclavi rozvíjela turistická lodní doprava po řece Dyji. Vedle linek na Janův hrad a Pohansko byla roku 2009 zavedena i „městská linka“ mezi Starou Břeclaví a stavidlem u Poštorné. Ve druhé dekádě 21. století je v provozu pouze linka Břeclav – Janův hrad.

### Letectví
Severně od města u staré silnice do Ladné se nachází travnaté sportovní letiště a aeroklub Břeclav (kód LKBA).

## Školství

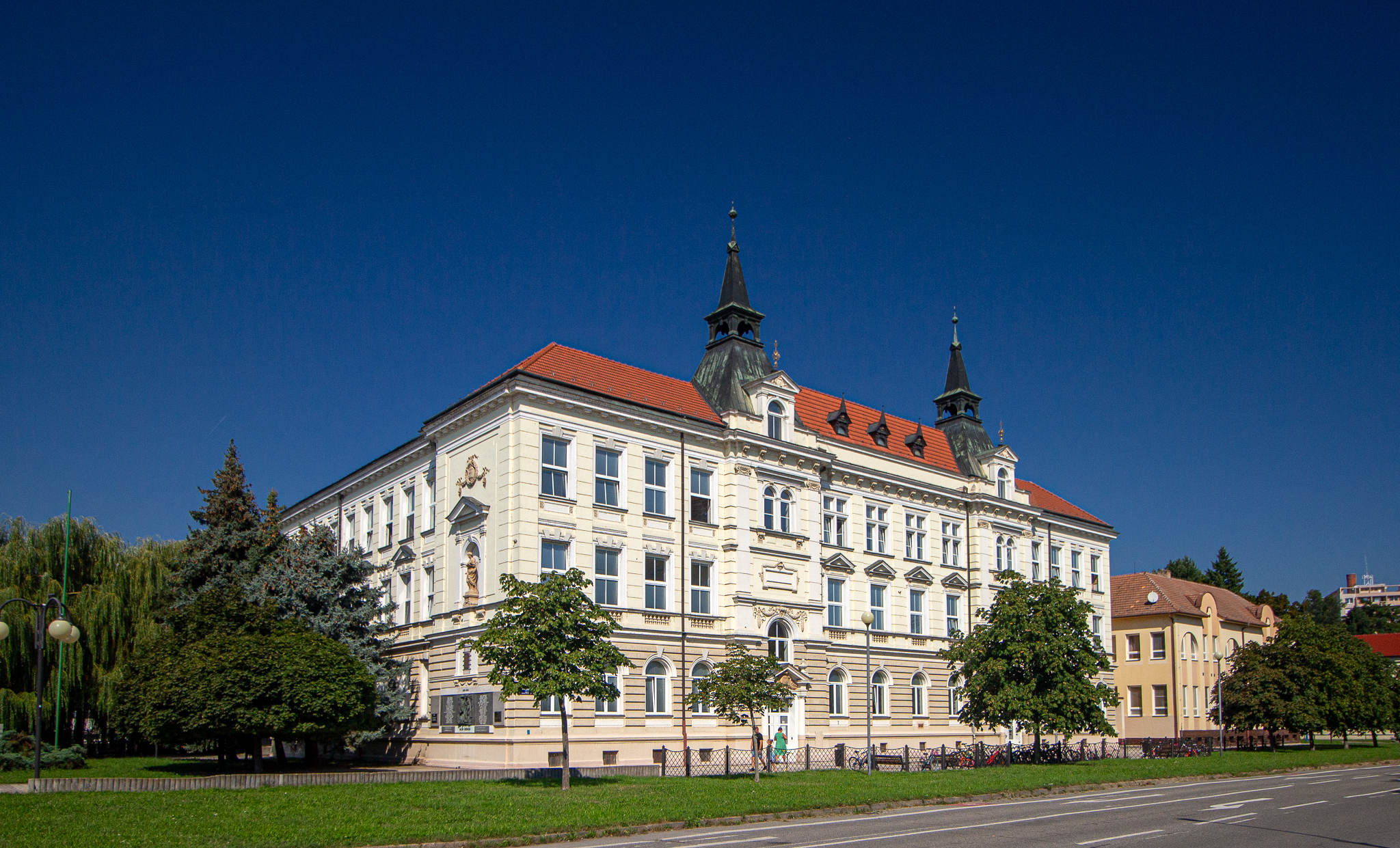
Žlutá škola

V Břeclavi sídlí několik středních škol, z toho veřejné:
- Gymnázium a Jazyková škola s právem státní jazykové zkoušky, příspěvková organizace
- Střední škola Edvarda Beneše (do r. 2023 Střední průmyslová škola E. Beneše a Obchodní akademie Břeclav, sloučené od r. 2012)

a soukromé:
- Soukromá střední odborná škola manažerská a zdravotnická

Dále se zde nachází řada základních škol (obou stupňů), mateřských škol a základní umělecká škola.
- MŠ a ZŠ Herbenova (zaměřena na děti s lehkým mentálním postižením)
- ZŠ Jana Noháče (Školní 16, Stará Břeclav)
- ZŠ Komenského 2 (Poštorná)
- ZŠ a MŠ Kupkova (Kupkova 1 a Sovadinova 1, býv. ZŠ Dukelská)
- ZŠ a MŠ kpt. Nálepky 7 (Charv. N. Ves)
- ZŠ Slovácká
- ZŠ Valtická (Na Valtické 31A, Charv. N. Ves)
- ZUŠ Břeclav (Křížkovského 4)

## Sport
V Břeclavi se nachází atletický areál TJ Lokomotiva Břeclav, krytý bazén, zimní stadion a v každé místní části také nejméně jedno fotbalové hřiště.
Sportovní kluby působící v Břeclavi:
- HC Lvi Břeclav – hokejový klub (sídlo Pod Zámkem 5)
- MSK Břeclav – fotbalový klub a oddíl stolního tenisu (Lesní 10, 12)
- Sportcomplex Břeclav – cyklistický klub
- SVK Břeclav – veslařský klub (Haškova 34, nad splavem)
- FOSFA Boxing CLUB Břeclav - boxerský klub

## Kultura a společenský život
Koncem září (okolo svátku sv. Václava) pravidelně probíhají městské „Břeclavské svatováclavské slavnosti“.
Ve městě je provozováno jednosálové kino Koruna, v němž probíhají také koncerty a divadelní představení. Cyklus koncertů a jiných akcí se během léta koná také pod břeclavským zámkem. Klubovou scénu obstarává café Piksla.
V jednotlivých místních částech (včetně Staré Břeclavi) je stále živý folklór (národopisně náležící do Podluží), udržovaný různými hudebními a tanečními spolky, z nichž nejstarší a nejvýznamnější je Břeclavan. Každá místní část také pořádá tradiční hody.
V roce 2021 byl na pěší zóně před gymnáziem nainstalován ve spolupráci s Městskou knihovnou Poesiomat.

### Náboženská společenství
- římskokatolická církev (obě farnosti spadají pod děkanství břeclavské)
  - farnost Břeclav (moderní kostel sv. Václava na nám. TGM)
  - farnost Břeclav-Poštorná (novogotický kostel Navštívení P. Marie na rohu ul. Nádražní a Osvobození)
- českobratrská církev evangelická (funkcionalistický kostel na náměstí Svobody)[12]
- církev adventistů sedmého dne (pův. německý protestantský, později husitský kostel, na křiž. ul. Jiráskovy a Jungmannovy)[13]
- Svědkové Jehovovi (sál Království na rohu ul. Mládežnické a Bratislavské)

### Muzea, galerie
- Městské muzeum a galerie Břeclav[14]
  - Muzeum pod Vodárnou (hlavní sídlo, sídl. Dukelských hrdinů 4a)
  - Lichtenštejnský dům (expozice a infocentrum, U Tržiště 8)
  - další expozice v synagoze, na zámečku Pohansko, v nádražní budově žst. Břeclav, v zámecké věži a v obřadní síni žid. hřbitova
- Muzeum lehkého opevnění na Pohansku[15]
- Galerie 99 (soukromá prodejní a výstavní galerie, Slovácká 2587)[16]
- Velo Galerie (muzeum cyklistiky, Libušina 1a)[17]

## Pamětihodnosti města a okolí

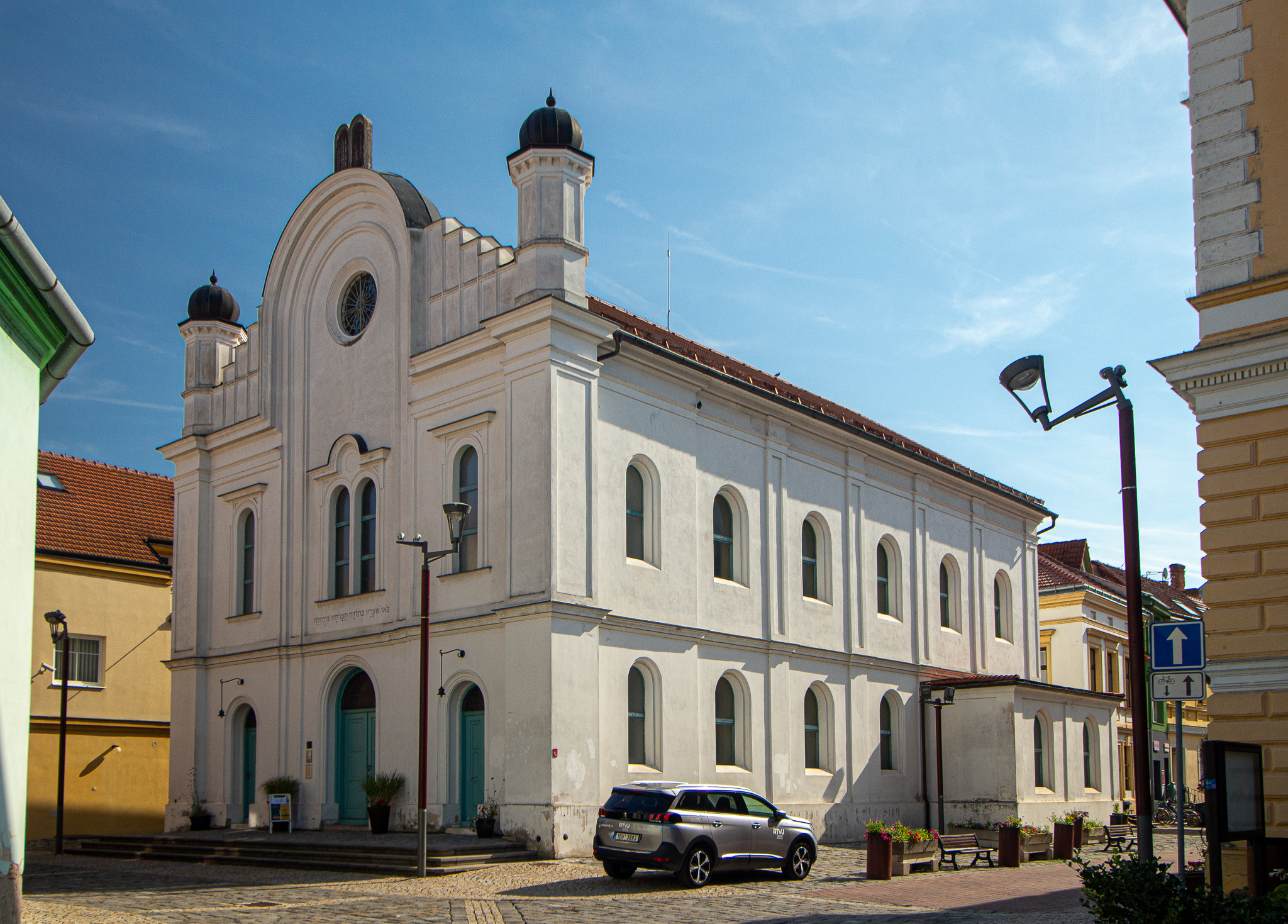
Břeclavská synagoga

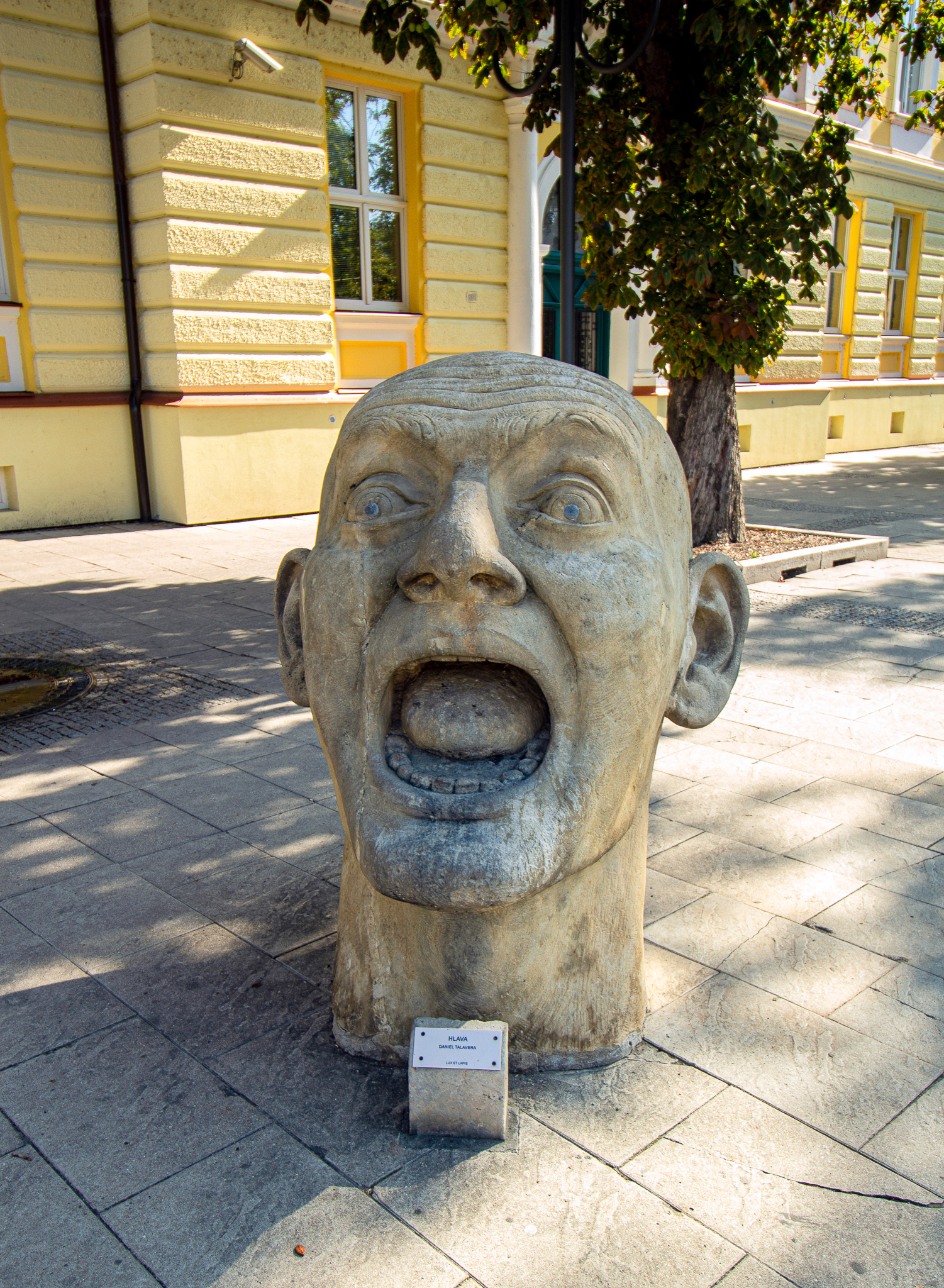
Hlava křičícího muže sochaře Daniela Talavery před budovou gymnázia

- renesanční zámek Břeclav vybudovaný kolem poloviny 16. století na základech původního přemyslovského hradu. Významným motivem zámku je arkádová pavlač na toskánských sloupech v patře. V první polovině 19. století byla provedena romantická přestavba do podoby umělé zříceniny. V současnosti je zámek z větší části uzavřený a zchátralý, postupně probíhají opravy. Veřejnosti je zpřístupněna zámecká věž s rozhlednou, provozuje ji Městské muzeum a galerie Břeclav. Na zámek navazuje komplex hospodářských areálů (zejména zámecký pivovar z 15.–16. století, od roku 2013 v obnoveném provozu), částečně využívaný pro turistické služby a průmysl. Zpustlý Vranův mlýn na Mlýnském náhoně roku 2023 demolován, na jeho místě má vyrůst bytový dům zachovávající původní siluetu.[18] Okolí volně přechází v lesní komplex zvaný Kančí obora.
- Kančí obora (něm. Saugarten) – starý lužní les se zbytky starých ramen Dyje, zachovanými lučními enklávami a jezírkem Bruksa, bývalá lovecká obora
- Do správního území města zasahuje také část národní přírodní památky Soutok.
- farní kostel sv. Václava na náměstí T. G. Masaryka, moderní stavba z roku 1995 podle návrhu Ludvíka Kolka, postavená na místě barokního kostela z 18. století zničeného při náletu roku 1944
- pseudogotická fara v řadové zástavbě severovýchodní fronty náměstí (nám. TGM č.p. 45/2)[19]
- synagoga – halová volně stojící stavba v centru města z roku 1868, o dvacet let později upravena patrně Maxem Fleischerem (1841–1905) v novorománském stylu s maurskými prvky v interiéru; postavena na místě starší stavby ze 17. století. V letech 1997–1999 celkově rekonstruována, využívána pro výstavy a koncerty
- velká kaple sv. Cyrila a Metoděje před nádražím, novogotická stavba z let 1853–1856; před postavením nového kostela sv. Václava sloužila jako provizorium místní katolické farnosti. Na půdě kaple je vyhlášena evropsky významná lokalita chránící letní kolonii netopýra velkého.
- kaple Vzkříšení Páně z roku 1875, jediný pozůstatek bývalého hřbitova na Sovadinově ulici, zrušeného roku 1888
- tzv. Hvězdova vila v zahradě na nároží Lidické, Sovadinovy a Jana Opletala; historizující stavba z roku 1903 se secesními, renesančními a románskými prvky[20]
- budova Obchodní akademie z roku 1926, dominanta Smetanova nábřeží, navržena architektem Jaroslavem Rösslerem ve funkcionalistickém slohu

Pozdně romantická tvorba lichtenštejnské stavební kanceláře, typickým rysem režné cihlové zdivo a barevně glazovaná keramika z poštorenské knížecí cihelny (později Poštorenské keramické závody, založeno 1867):
- soubor staveb v centru Poštorné – knihovna, zdravotní středisko, fara (se secesními motivy), škola a zejména
- farní kostel Navštívení Panny Marie – dominantní stavba centrálního půdorysu s prstencem bočních kaplí a polygonálním kněžištěm, kopulovitá klenba vrcholí lucernou s ochozem, dílo Karla Weinbrennera z let 1895–1898
- budova železniční stanice Poštorná
- obřadní síň židovského hřbitova (v centrální Břeclavi nedaleko splavu) s domkem hrobníka z roku 1892, rekonstruována městem roku 2023 a následně zde otevřena expozice břeclavské židovské historie;
  - hřbitov je ovšem staršího původu, nejstarší dochované náhrobky z 18. století, dominantní novorenesanční hrobka rodiny Kuffnerů z roku 1899; plundrování hřbitova (zejména v 80. letech 20. století) přečkala přibližně pětina původních náhrobků
- malá kaple sv. Rocha (před gymnáziem) z roku 1892 na čtvercovém půdorysu, postavena na paměť epidemie cholery

Další zajímavosti:
- staroslovanské hradiště Pohansko asi 2 km jižně od města
- rekonstruované budovy cukrovaru z konce 19. století, dnes z velké části využívané firmou Racio
- ocelový most u cukrovaru, původně pro železniční vlečku cukrovaru, dnes pro pěší a cyklisty – jediný dochovaný předválečný most v Břeclavi. Vyroben ve Vítkovicích.
- vodárenská věž na Sovadinově ulici z roku 1927[21], na místě bývalého hřbitova vedle kaple Vzkříšení Páně
- konstruktivistická budova hlavní pošty poblíž nádraží, z roku 1928 podle návrhu Jaroslava Rösslera[22]
- novorenesanční budova tzv. „Žluté školy“ (ZŠ Dukelská) z konce 19. století u Fučíkova (dříve Baranovského) mostu, původně německojazyčná škola, od 20. let česká[23]; oblíbený výjev z břeclavských pohlednic
- socha T. G. Masaryka před touto školou, během 20. století několikrát vztyčena a stržena, naposled obnovena roku 2000, odhalení se zúčastnil i tehdejší prezident Václav Havel[24]
- socha Rudoarmějce (přezdívaná „Ivan“) v městském parku, za komunismu dominanta hlavního náměstí, přemístěná z důvodu stavby nového kostela.[25] V parku se u ní konají pietní akce připomínající osvobození[26]
- kasárna ve Staré Břeclavi – funkcionalistický komplex na ul. Lidické postavený za 1. republiky na místě původního barákového tábora mezi Novou a Starou Břeclaví. Pojmenována po prezidentu T. G. Masarykovi; za druhé světové války přejmenována na Graf Moltke Kaserne a přistavěno nejvrchnější patro. V souvislosti s ukončením povinné vojenské služby byla zdejší posádka zrušena a kasárna rekonstruována na bytové domy. Jsou známa i z lidové písně (Breclavská kasárna)
- splav na Dyji s rybochodem a podzemní hydroelektrárnou
- obnovený Památník Svornosti na Smetanově nábřeží[27]
- socha „Hlava křičícího muže“ před gymnáziem (autor Daniel Talavera),[28] vedle ní umístěn Poesiomat
- 85 m vysoká žlutá věž strojírenského podniku OTIS sloužící pro testování výtahů, dominanta panoramatu města[29]
- 136 m vysoký komín závodu Fosfa[30], nejvyšší stavba na území města
- V bezprostředním okolí města se rozkládá Lednicko-valtický areál s množstvím drobných památek, zapsaný na Seznamu světového dědictví UNESCO.
- Na katastru města se nachází řada objektů čs. opevnění z konce 30. let, v různém stavu; dva objekty v areálu Pohanska jsou rekonstruovány a slouží jako muzeum vojenské historie[31]

Střed Břeclavi je rozložen na několika říčních ostrovech vymezených Dyjí, odlehčovacím ramenem Dyje a Mlýnským náhonem. Na území města se nachází také několik jezírek, která jsou napájena jen spodní, dešťovou, případně povodňovou vodou, a několik umělých či regulovaných vodních ploch, z nichž největší je rybník Včelínek.

## Osobnosti

### Rodáci
- Ladislav Velen ze Žerotína (1579–1638), šlechtic, moravský hejtman, představitel protihabsburského odboje
- Jakub Kobzík (1862–1945), poslanec Moravského zemského sněmu a starobřeclavský starosta
- Wilhelm Ellenbogen (1863–1951), rakouský sociálně demokratický politik
- Jan Rubý (1883–1945), architekt
- Otakar Zadražil (1900–1945), kněz umučený za nacistického režimu
- František Schäfer (1905–1966), klavírista, hudební skladatel a pedagog
- František Kobzík (1914–1944), veslař a výsadkář
- Ludvík Cupal (1915–1943), československý voják a příslušník výsadkové operace Tin
- Gabriela Dubská (1915–2003), knižní grafička, ilustrátorka a malířka
- Josef Černota (1916–2001), voják, příslušník výsadku Wolfram
- Otmar Mikulica (1917–1942), odbojář, čestný doktor FF MU in memoriam
- Jana Cupalová (1919–1943), oběť justice nacistického Německa
- Karel Ptáčník (1921–2002), spisovatel
- Karel Berka (1923–2004), filozof a logik
- Václav Chad (1923–1945), malíř a odbojář
- Richard Kubernát (1924–1981), zpěvák a trumpetista
- Jan Švéda (1931–2007), veslař, olympijský medailista
- Václav Pavkovič (1936–2019), veslař, olympijský medailista
- Ivan Kučírek (1946–2022), cyklista
- Anna Procházková (1952–2016), politička
- Radek Rabušic (* 1963), fotbalista a trenér
- Vlastimil Rampula (* 1970), právník, vrchní státní zástupce
- Václav Šálek (* 1973), fotograf a fotoreportér působící od 2002 v ČTK
- Martina Štěpánková (* 1974), krasojezdkyně
- Marek Šoška (* 1998), politik

Pozn.: Od 60. do 90. let 20. století spadala Břeclav pod okresní nemocnici a porodnici v blízkých Valticích, takže řada de facto rodáků se v tom období narodila tam.

### Další
- Jan Skácel (1922–1989), básník a prozaik, který zde prožil své dětství a studoval na zdejším gymnáziu
- Antonín Vojtek (* 1934), malíř a galerista, žije a působí v Břeclavi
- Edgar Dutka (* 1941), spisovatel, scenárista, dramaturg a režisér, strávil zde část dětství
- Jožka Černý (* 1942), lidový zpěvák, žijící ve Staré Břeclavi
- Jan Pelc (* 1957), spisovatel, žije v Poštorné
- Martin Přibáň (* 1958), pedagog a politik, učitel na zdejším gymnáziu
- Vlastimil Válek (* 1960), lékař a politik, vyrůstal zde a studoval na gymnáziu
- Miloslav Janulík (* 1962), lékař, politik a muzikant
- Martina Šestáková-Darmovzalová (* 1978), trojskokanka, odchovanka TJ Lokomotiva Břeclav
- Radoslav Rochallyi (* 1980), slovenský spisovatel žijící v Břeclavi
- Jaroslav Navrátil (* 1991), fotbalista, odchovanec MSK Břeclav

## Partnerská města
- Andrychów, Polsko
- Brezová pod Bradlom, Slovensko
- Lysá nad Labem, Česko
- Novi Vinodolski, Chorvatsko
- Nový Bor, Česko
- Priverno, Itálie
- Trnava, Slovensko

Břeclav dále spolupracuje s obcemi Šentjernej (Slovinsko) a Zwentendorf an der Donau (Rakousko).

## Galerie

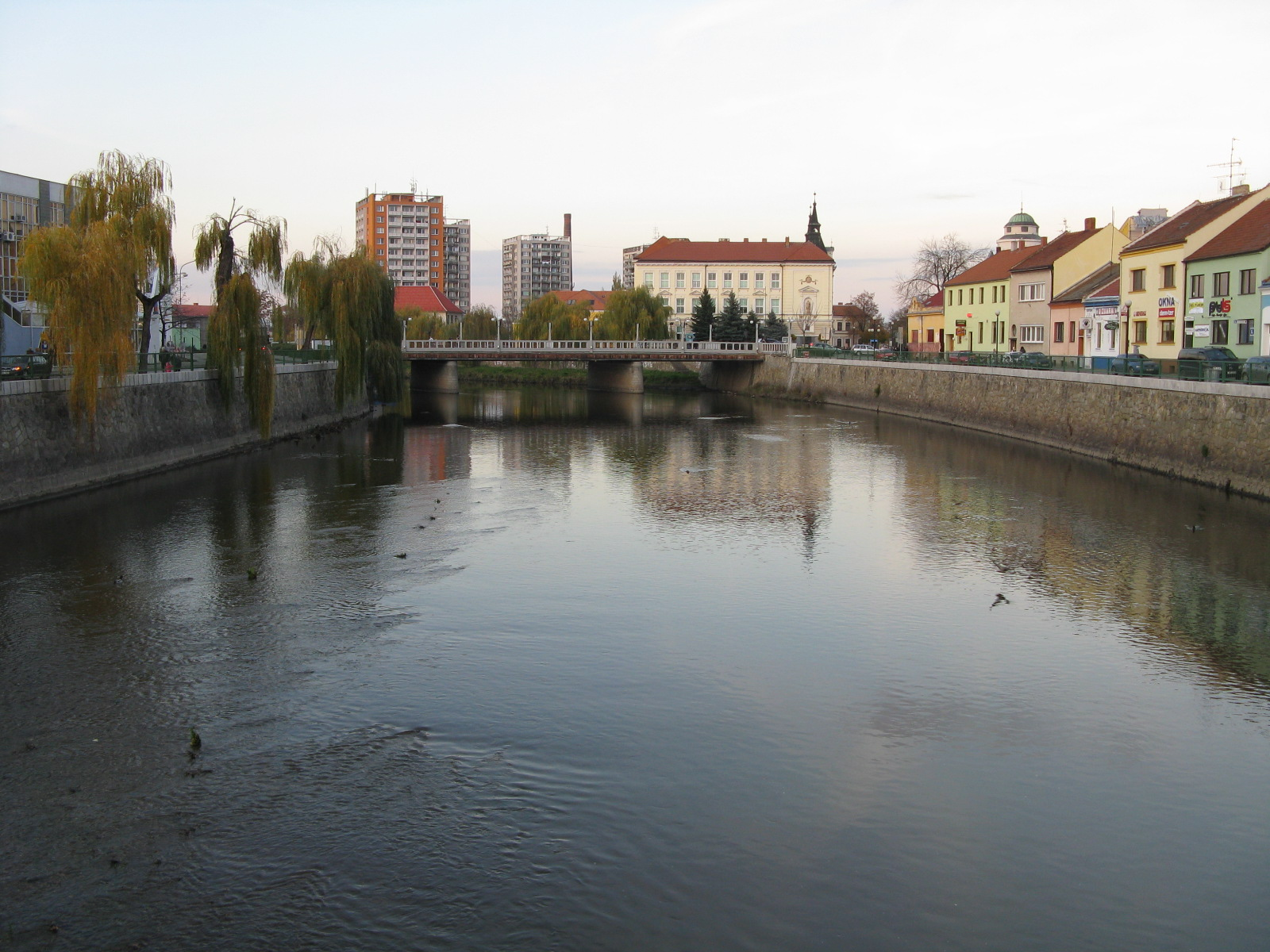
Řeka Dyje a „Žlutá škola“
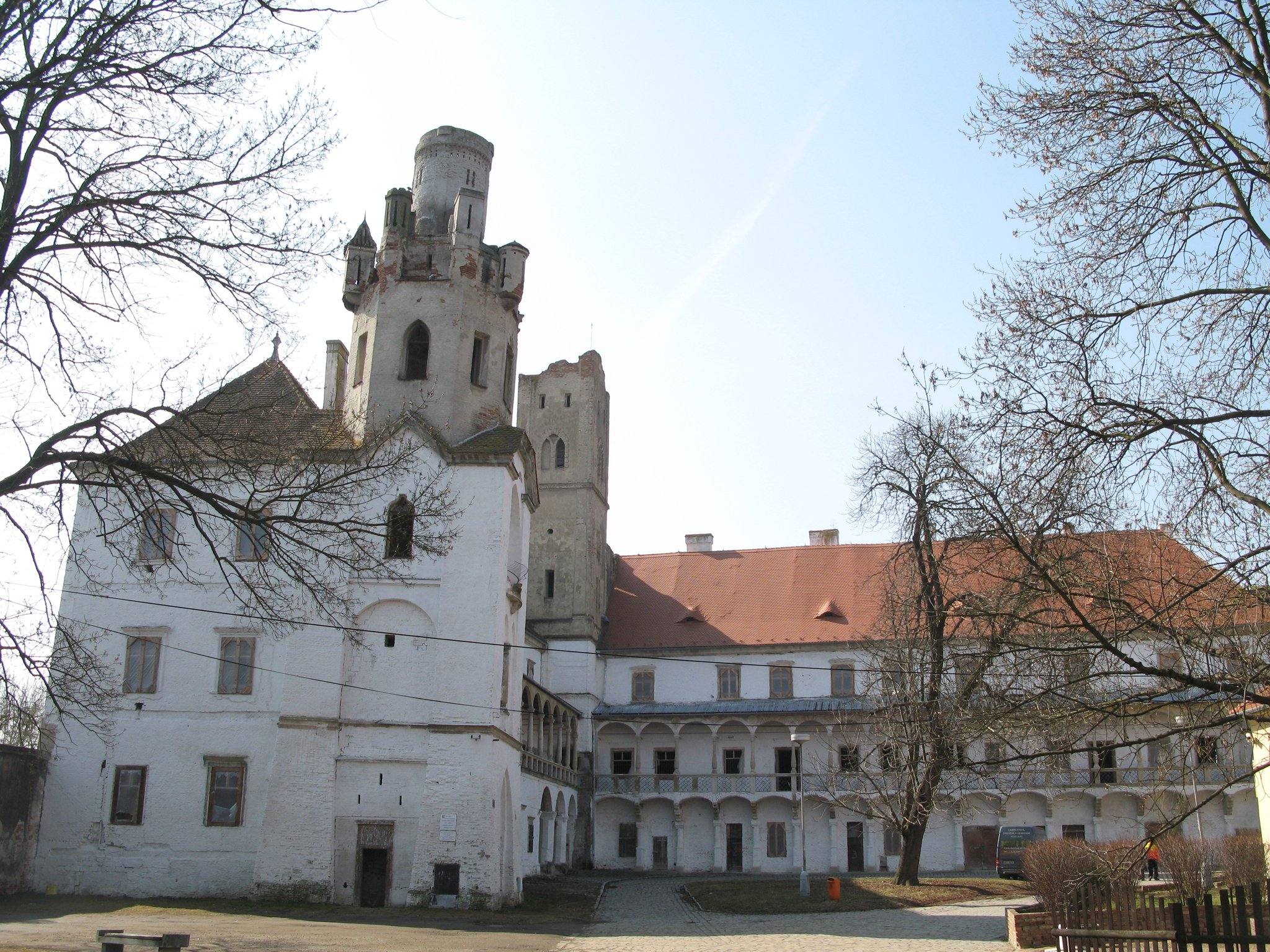
Zámek
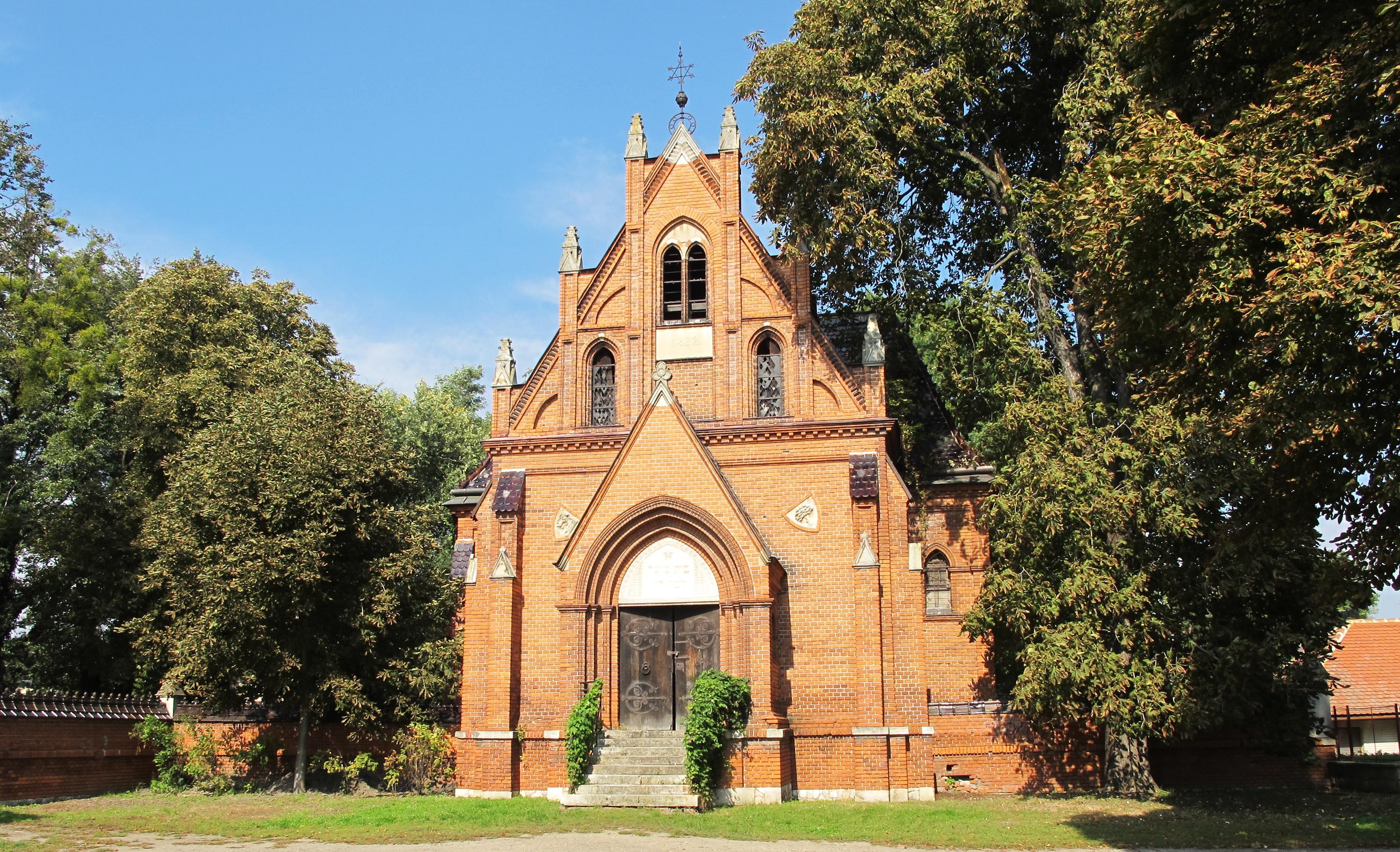
Obřadní kaple u židovského hřbitova
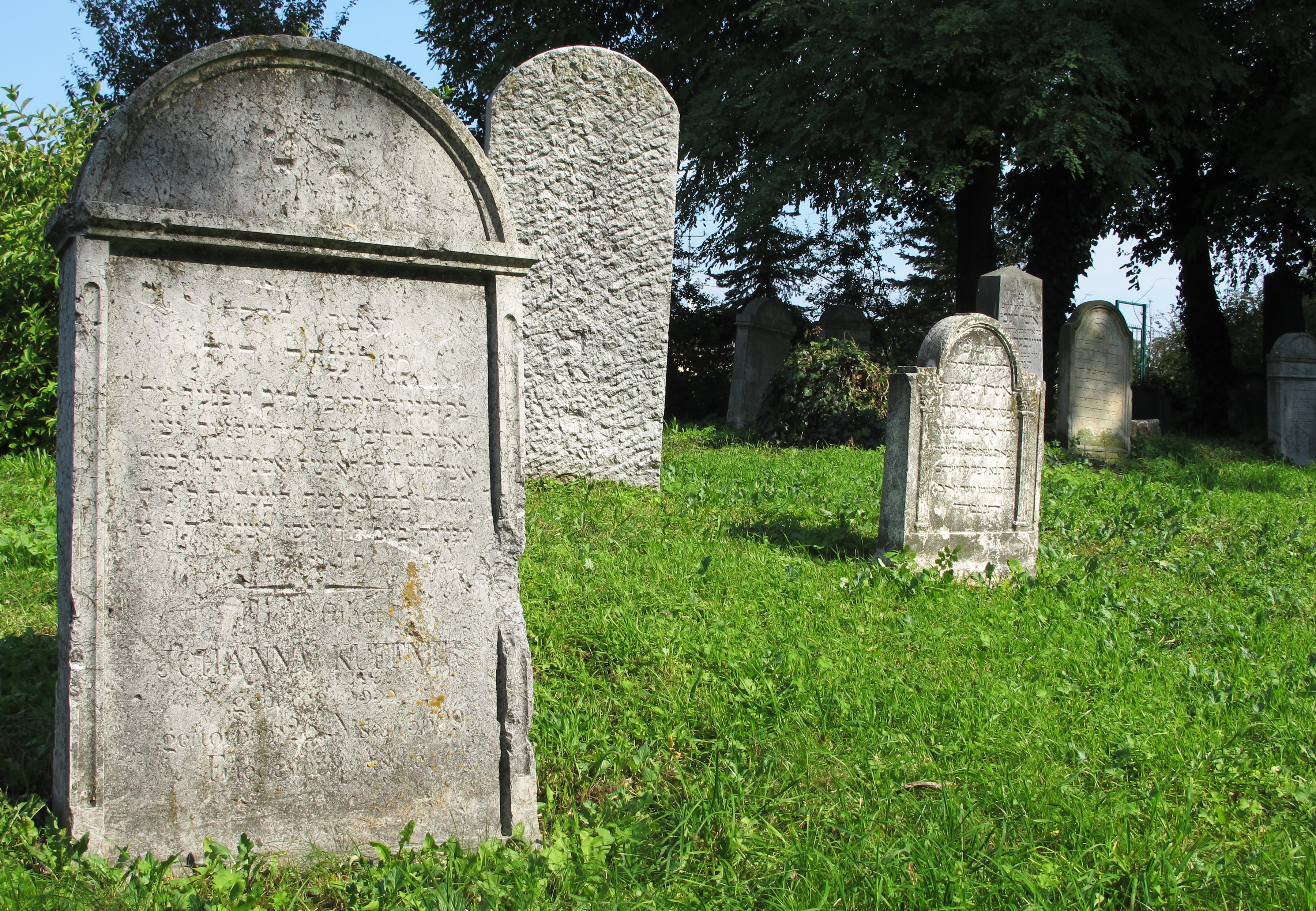
Židovský hřbitov
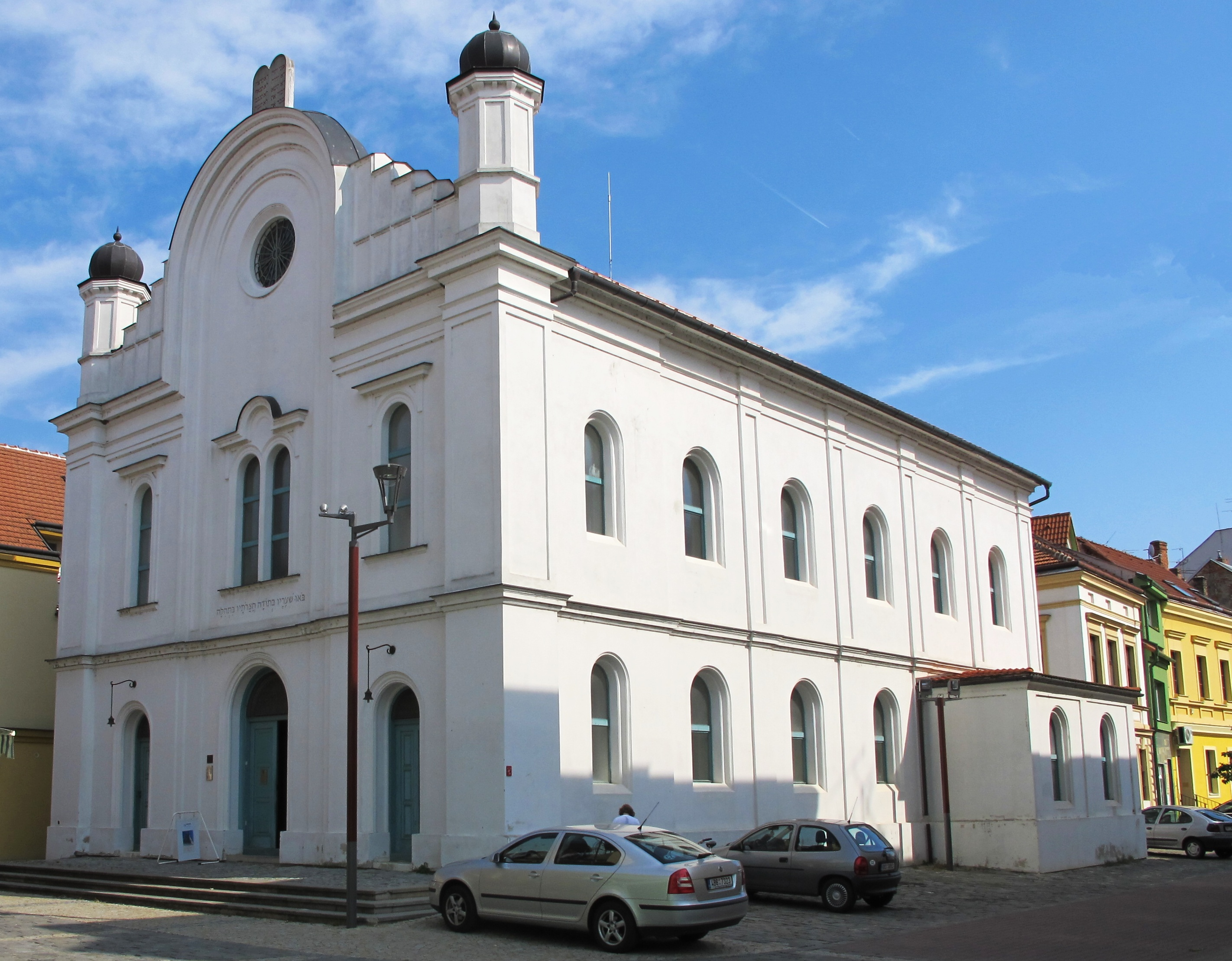
Bývalá synagoga, dnes dějiště kulturních akcí
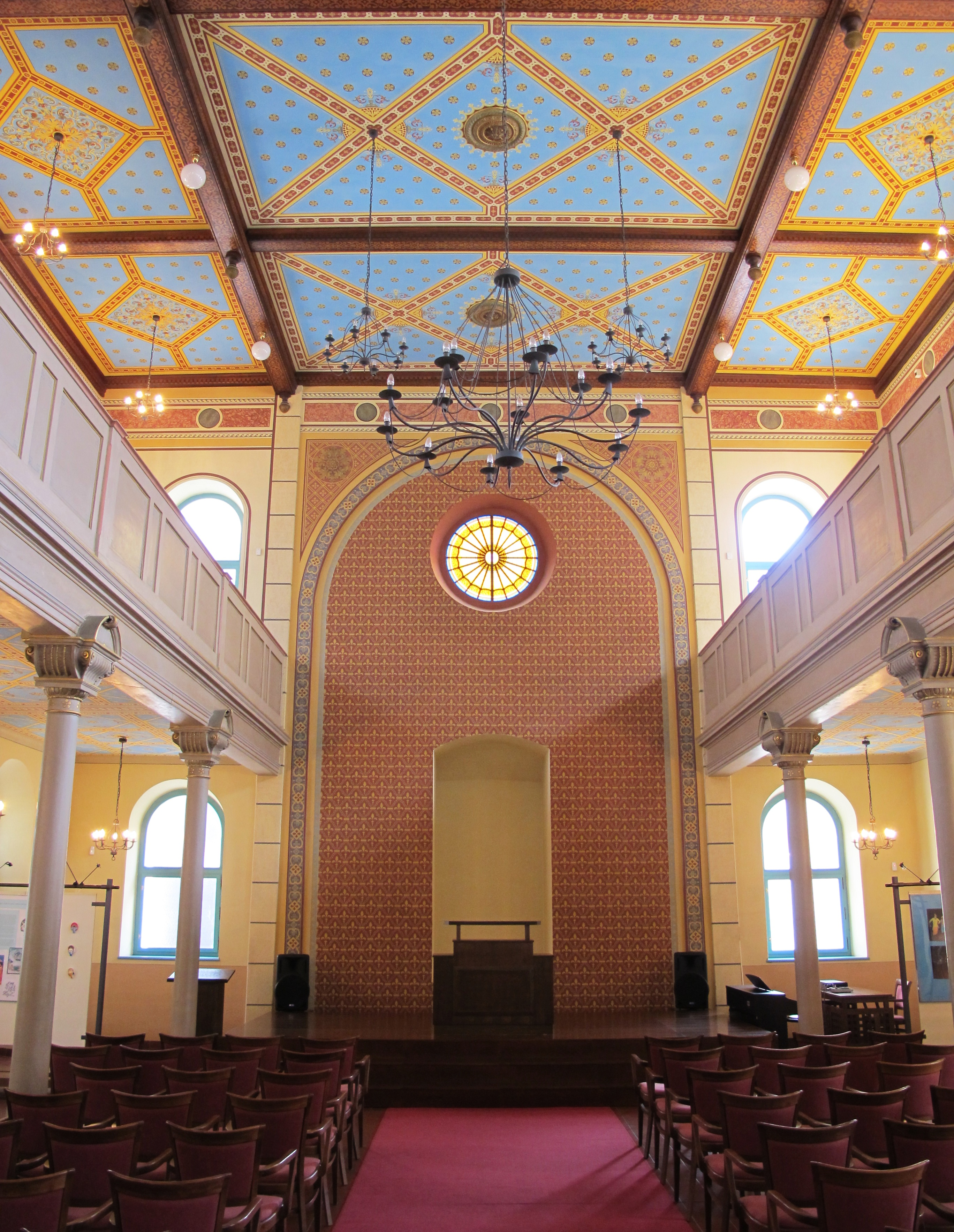
Interiér synagogy
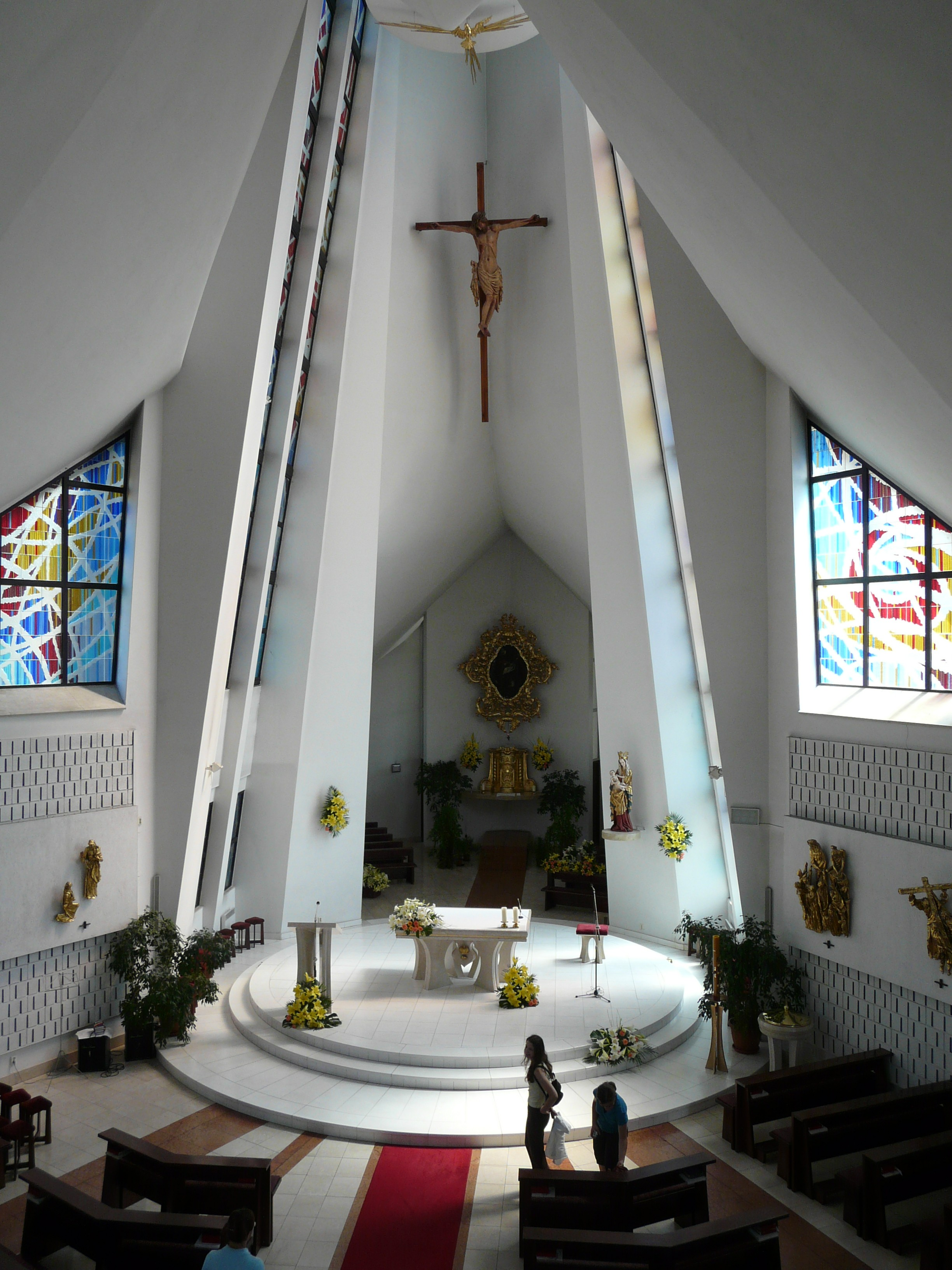
Interiér kostela sv. Václava
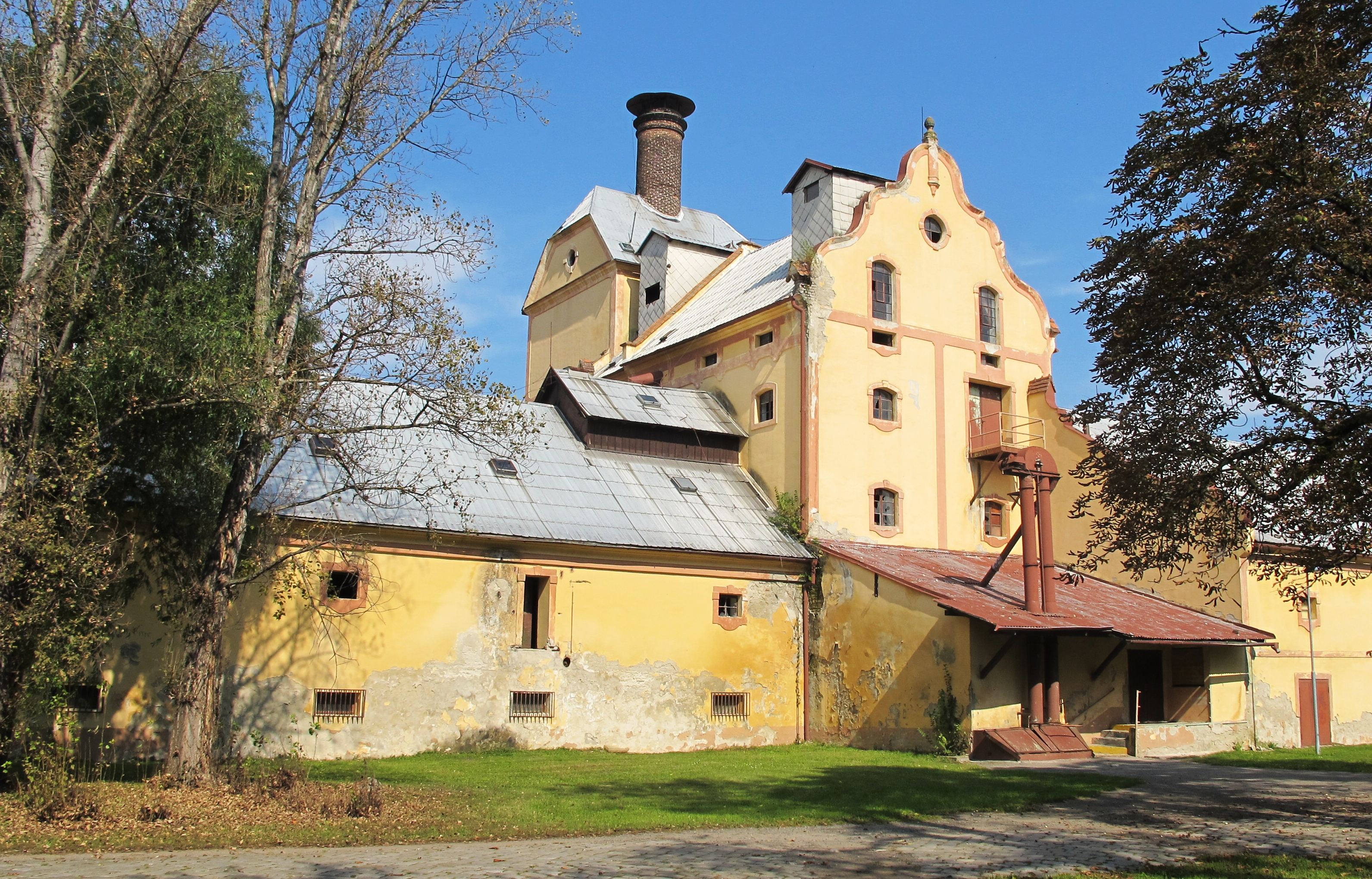
Pivovar
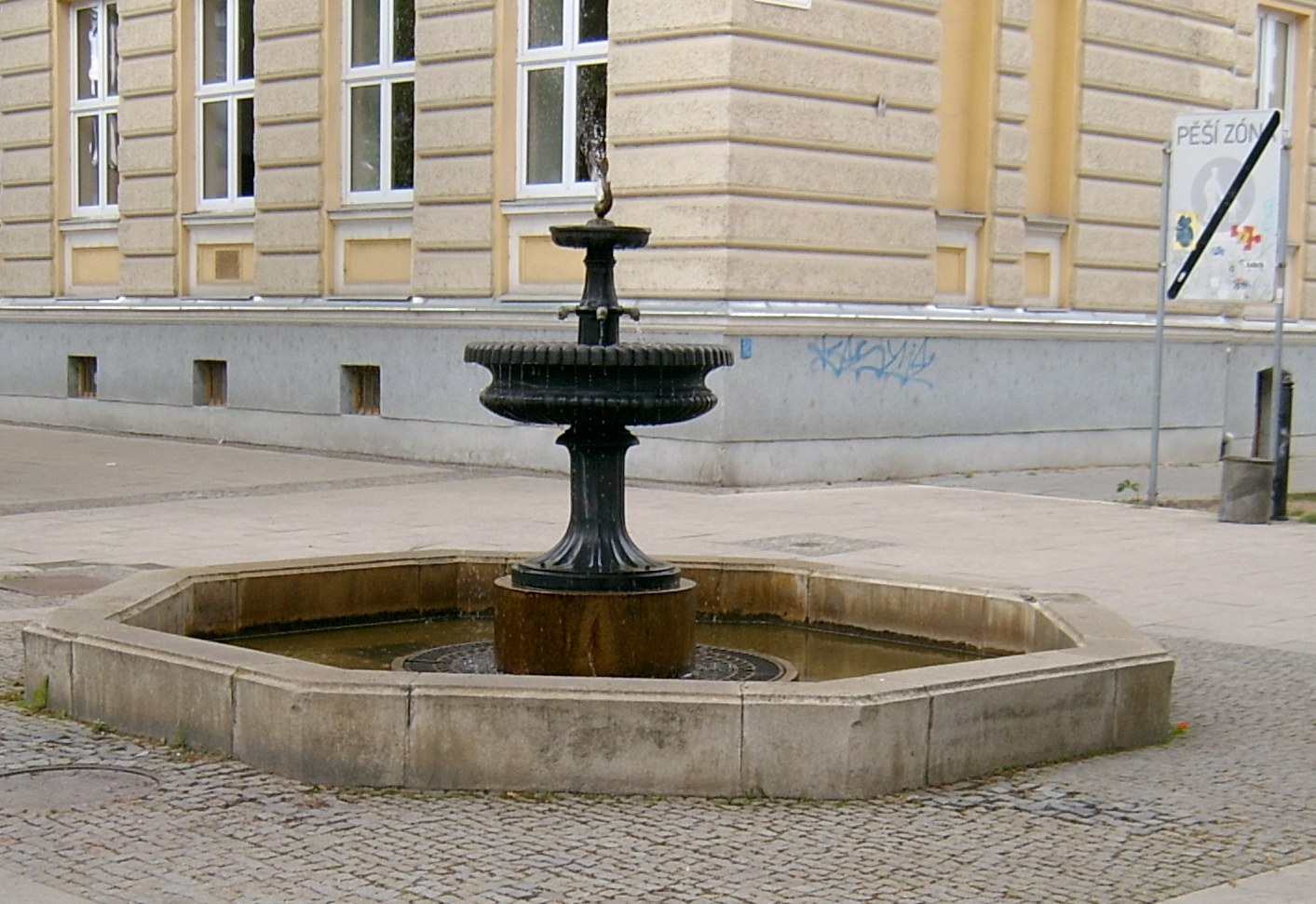
Kašna před gymnáziem
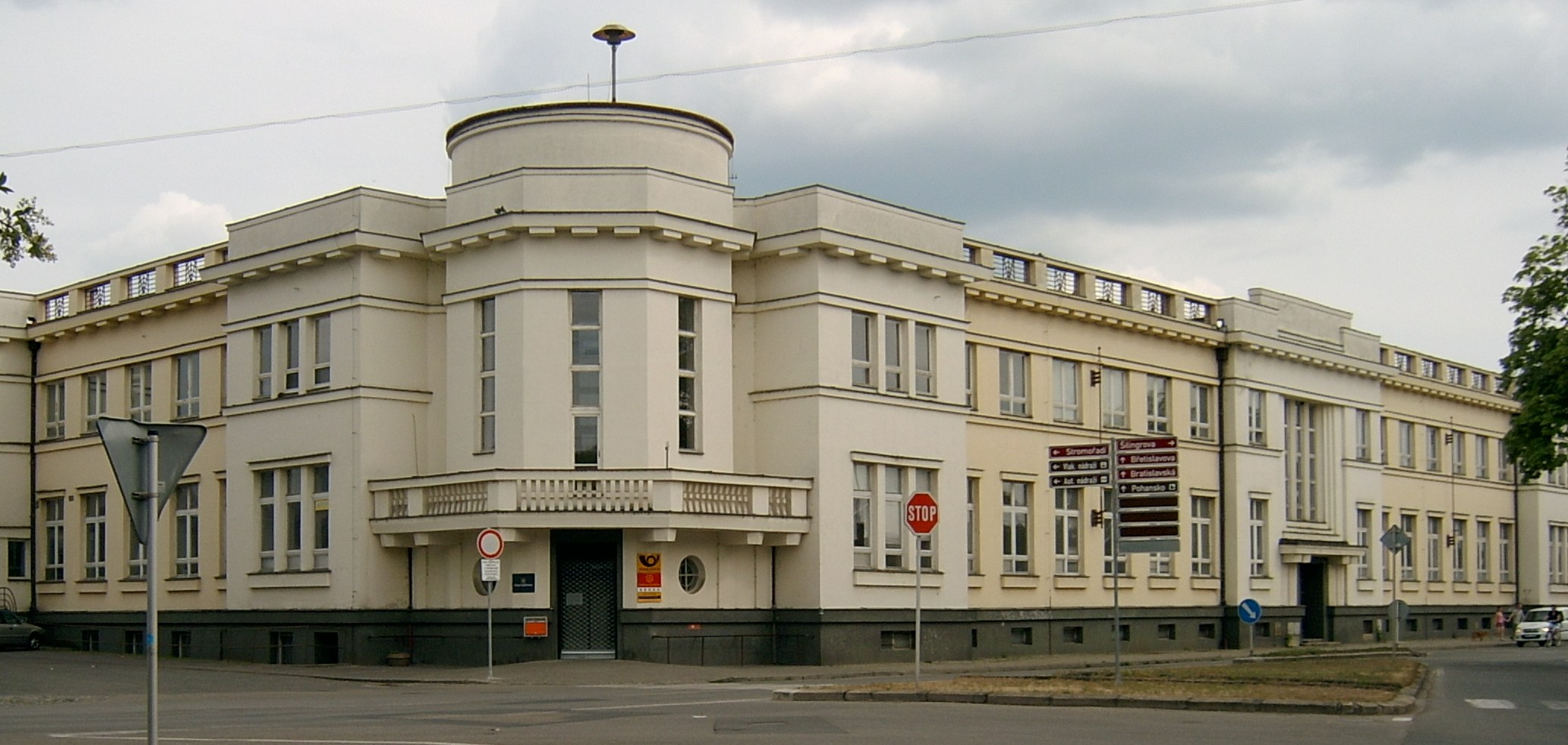
Hlavní pošta
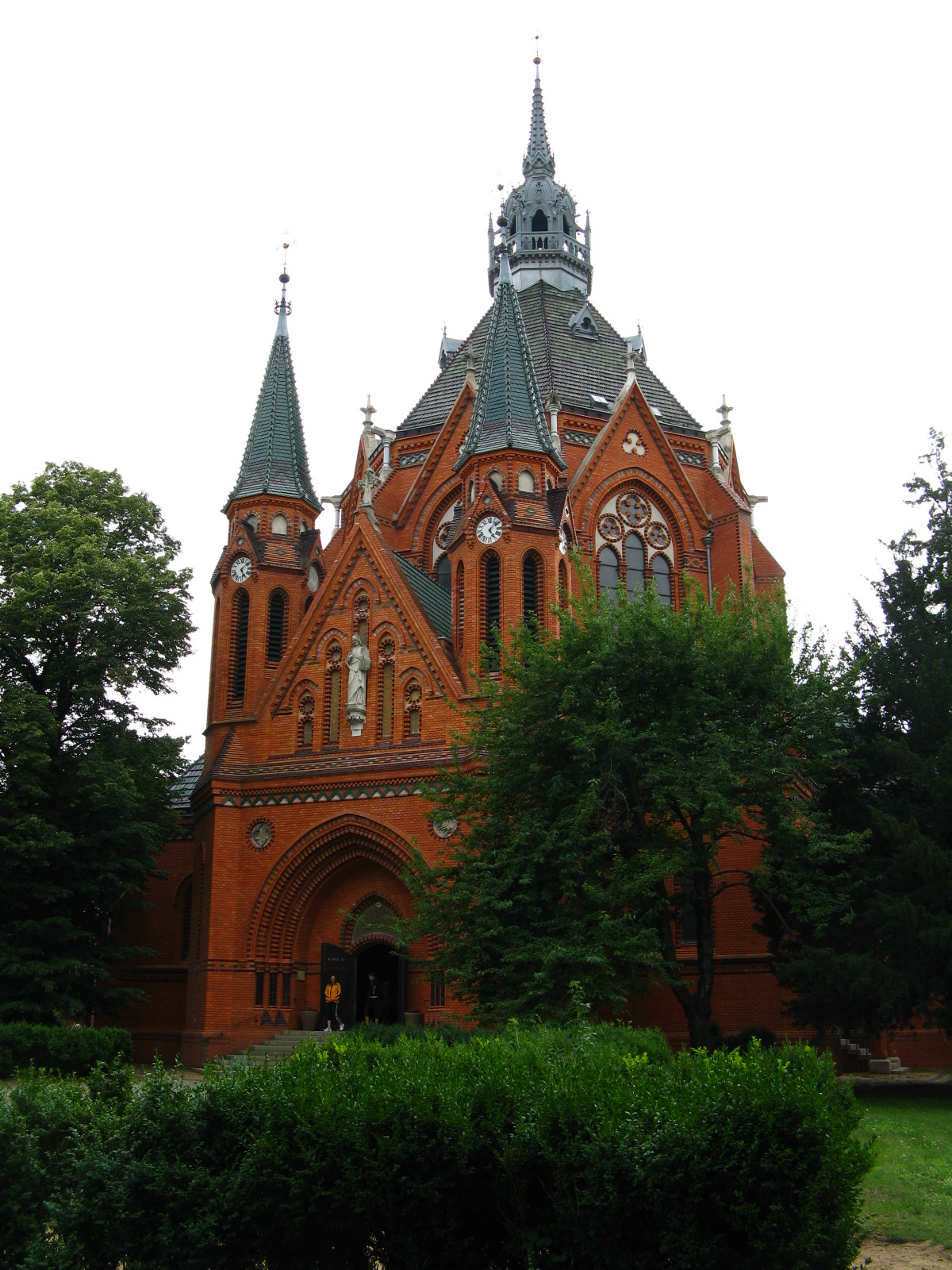
Kostel Navštívení P. Marie v Poštorné
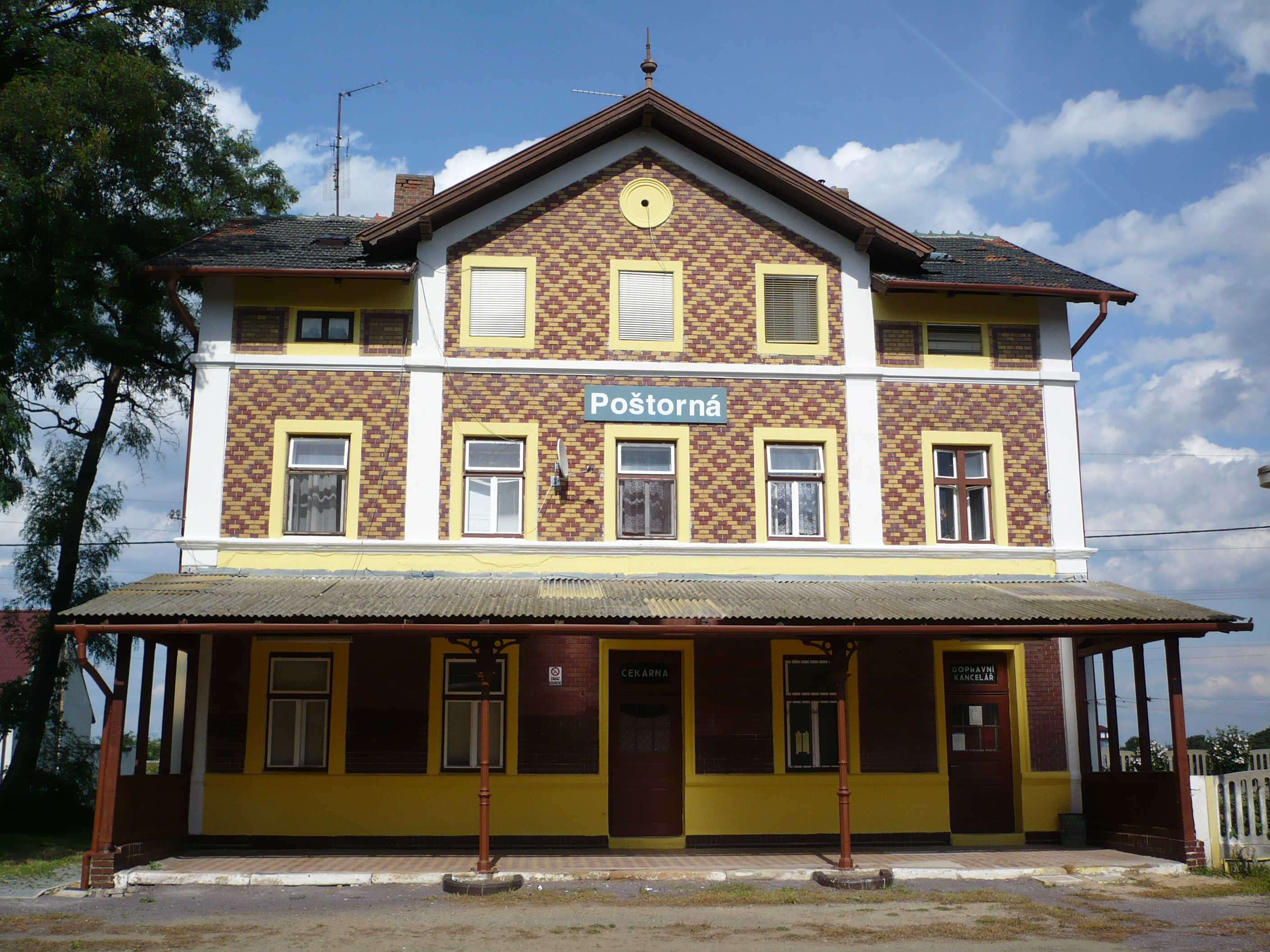
Železniční stanice Poštorná
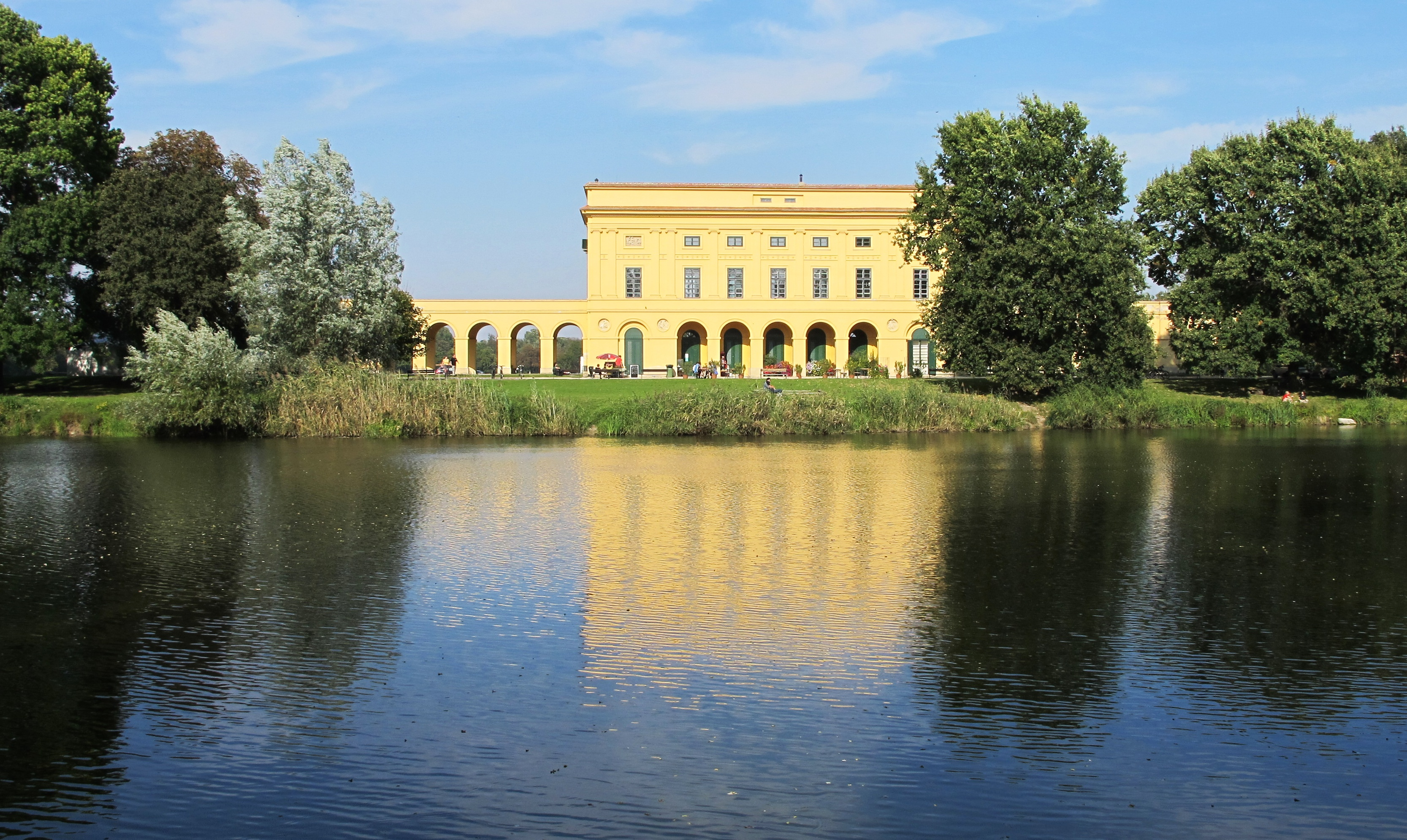
Zámeček na Pohansku